# Liste der Biografien/Oz
Liste der Biografien |
Portal Biografien |
Personensuche
# |
A |
B |
C |
D |
E |
F |
G |
H |
I |
J |
K |
L |
M |
N |
O |
P |
Q |
R |
S |
T |
U |
V |
W |
X |
Y |
Z |
?
 
Oa |
Ob |
Oc |
Od |
Oe |
Of |
Og |
Oh |
Oi |
Oj |
Ok |
Ol |
Om |
On |
Oo |
Op |
Oq |
Or |
Os |
Ot |
Ou |
Ov |
Ow |
Ox |
Oy |
Oz
Die Liste der Biografien führt alle Personen auf, die in der deutschsprachigen Wikipedia einen Artikel haben. Dieses ist eine Teilliste mit 583 Einträgen von Personen, deren Namen mit den Buchstaben „Oz“ beginnt.

## Oz
- Oz (1950–2014), deutscher Graffiti-Künstler
- OZ (* 1992), Schweizer Musikproduzent
- Oz, Amos (1939–2018), israelischer Schriftsteller und Mitbegründer der politischen Bewegung Peace Now
- Öz, Erdal (1935–2006), türkischer Schriftsteller und Verleger
- Öz, Ezgi (* 1993), türkische Leichtathletin
- Öz, Feriha (1933–2020), türkische Medizinerin, Pathologin und Hochschullehrerin
- Oz, Frank (* 1944), britisch-US-amerikanischer Schauspieler, Puppenspieler und RegisseurFrank Oz (* 1944)

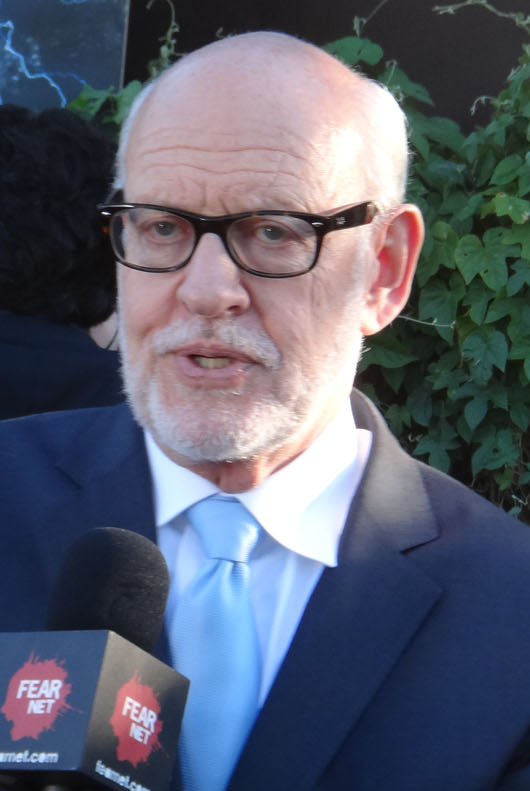
Frank Oz (* 1944)

- Öz, İpek (* 1999), türkische Tennisspielerin
- Oz, Mehmet (* 1960), US-amerikanischer Fernsehmoderator
- Öz, Meryem Ebru (* 1997), deutsch-türkische Schauspielerin
- Öz, Nidâ (* 1955), türkischer Dichter und Musiker
- Öz, Noyan (* 1991), deutsch-türkischer Fußballspieler
- Oz, Ran (* 1977), israelischer Eishockeyspieler
- Öz, Zekeriya (* 1968), türkischer Staatsanwalt
- Oz-Salzberger, Fania (* 1960), israelische Historikerin

### Oza
- Oza, Ganshyam Bhai (1911–2002), indischer Politiker des Indischen Nationalkongresses (INC) und der Janata Party (JNP)
- Ozábal, Ľudovít (1922–1992), slowakischer Schauspieler, Regisseur und Illustrator
- Özacar, Ahmet (1937–2005), türkischer Fußballspieler und -trainer
- Özacar, Özge (* 1995), türkische Schauspielerin
- Özaçıkgöz, Çetin (* 1943), türkischer Politiker und Rechtsanwalt
- Özak, Ahmet Zeki (1900–1982), türkischer Admiral
- Özak, Faruk Nafız (* 1946), türkischer Fußballspieler, Politiker und Minister
- Ozak, Muzaffer (1916–1985), islamischer Mystiker
- Ozaki, Akemi (* 1977), japanische Langstreckenläuferin
- Ozaki, Eiichirō (* 1984), japanischer Fußballspieler
- Ozaki, Hōsai (1885–1926), japanischer Haiku-Dichter
- Ozaki, Hotsumi (1901–1944), japanischer Journalist, Kommunist und ein Spion im Auftrag der Sowjetunion
- Ozaki, Kai (* 1987), japanischer Freestyle-Skier
- Ozaki, Kazuo (1899–1983), japanischer Schriftsteller
- Ozaki, Kazuo (* 1960), japanischer Fußballspieler
- Ozaki, Kentaro (* 1997), japanischer Fußballspieler
- Ozaki, Kihachi (1892–1974), japanischer Schriftsteller
- Ozaki, Kōsuke (* 1992), japanischer Biathlet
- Ozaki, Kōyō (1868–1903), japanischer Schriftsteller
- Ozaki, Kuniko (* 1956), japanische Diplomatin und Richterin am Internationalen Strafgerichtshof
- Ozaki, Makoto (* 1940), japanischer Schriftsteller und Übersetzer
- Ozaki, Mari (* 1975), japanische Langstreckenläuferin
- Ozaki, Masahiko (* 1958), japanischer Radrennfahrer
- Ozaki, Masanao (* 1967), japanischer Politiker
- Ozaki, Masashi (* 1947), japanischer Golfer
- Ozaki, Mikio, japanischer Badmintonspieler
- Ozaki, Minami (* 1968), japanische Mangaka
- Ozaki, Naomichi (* 1956), japanischer Golfer
- Ozaki, Risa (* 1994), japanische Tennisspielerin
- Ozaki, Satoshi (1929–2017), japanisch-US-amerikanischer Physiker
- Ozaki, Seri (* 2002), japanische Säbelfechterin
- Ozaki, Shirō (1898–1964), japanischer Schriftsteller
- Ozaki, Yoshimi (* 1981), japanische Langstreckenläuferin
- Ozaki, Yūji (* 1985), japanischer Fußballspieler
- Ozaki, Yukio (1858–1954), japanischer Politiker und einer der Väter der japanischen parlamentarischen Demokratie
- Ozaki, Yūsei (* 2003), japanischer Fußballspieler
- Ozaki, Yūshi (* 1969), japanischer Fußballspieler
- Özakın, Aysel (* 1942), türkische Schriftstellerin
- Özal, Mehmet (* 1978), türkischer Ringer
- Özal, Turgut (1927–1993), türkischer Politiker, Staats- und MinisterpräsidentTurgut Özal (1927–1993)

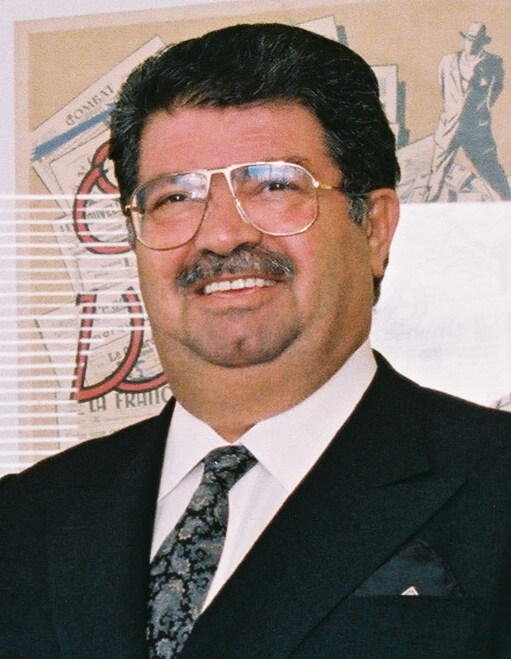
Turgut Özal (1927–1993)

- Özalan, Alpay (* 1973), türkischer Politiker und ehemaliger Fußballspieler und -trainer
- Özalp, Haydar (1924–1996), türkischer Politiker, Abgeordneter und Minister
- Özalp, Kâzım (1880–1968), osmanisch-türkischer General, Politiker und Präsident des Parlaments
- Özaltındere, Eser (* 1954), türkischer Fußballspieler
- Özaltun, Sevtap (* 1984), türkische Schauspielerin
- Ozan, Tezcan (* 1949), türkischer Fußballspieler
- Ozan, Yasin (* 1991), deutsch-türkischer Fußballspieler
- Ozanam, Frédéric (1813–1853), französischer Gelehrter
- Ozanam, Jacques (1640–1718), französischer Mathematiker
- Ozanian, Andranik (1865–1927), armenischer General
- Ozanich, Tom, US-amerikanischer Toningenieur
- Ozankom, Claude (* 1958), kongolesischer Fundamentaltheologe
- Ozanne, John Henry (1850–1902), britischer Verwaltungsbeamter
- Özarı, Coşkun (1931–2011), türkischer Fußballspieler und -trainer
- Ozark Henry (* 1970), belgischer Musiker, Sänger und Komponist
- Ożarowski, Jerzy Marcin (1685–1741), polnischer Staatsmann, General der Kronarmee
- Özarslan, Aslı (* 1986), deutsche Regisseurin
- Özarslan, Efe Halil (* 1990), türkischer Fußballspieler
- Özat, Ümit (* 1976), türkischer FußballspielerÜmit Özat (* 1976)

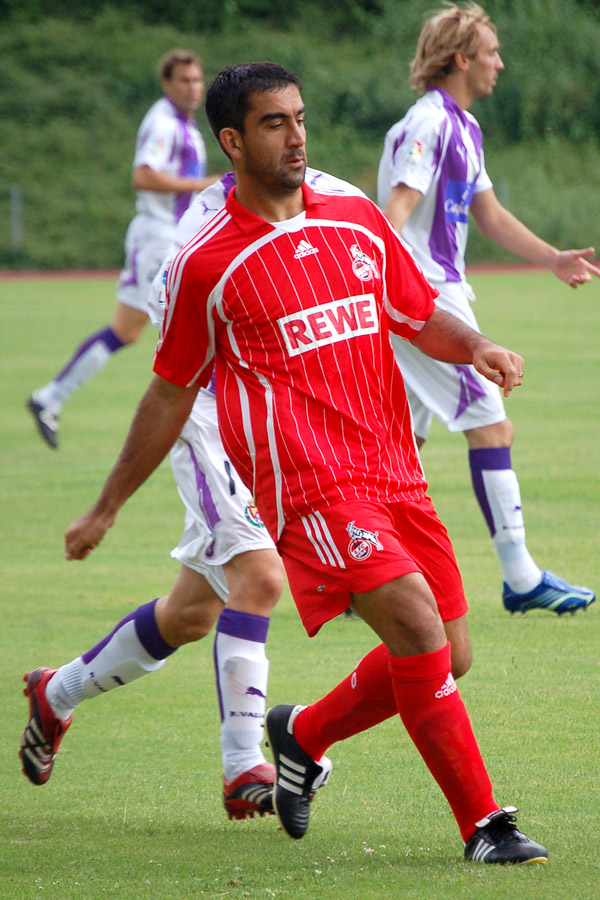
Ümit Özat (* 1976)

- Özata, Özgür (* 1977), deutscher Schauspieler
- Özavcı, Murat (* 1985), türkischer Fußballspieler
- Ozawa, Akihito (* 1992), japanischer Fußballspieler
- Ozawa, Hideaki (* 1974), japanischer Fußballspieler
- Ozawa, Hideatsu (* 1999), japanischer Fußballspieler

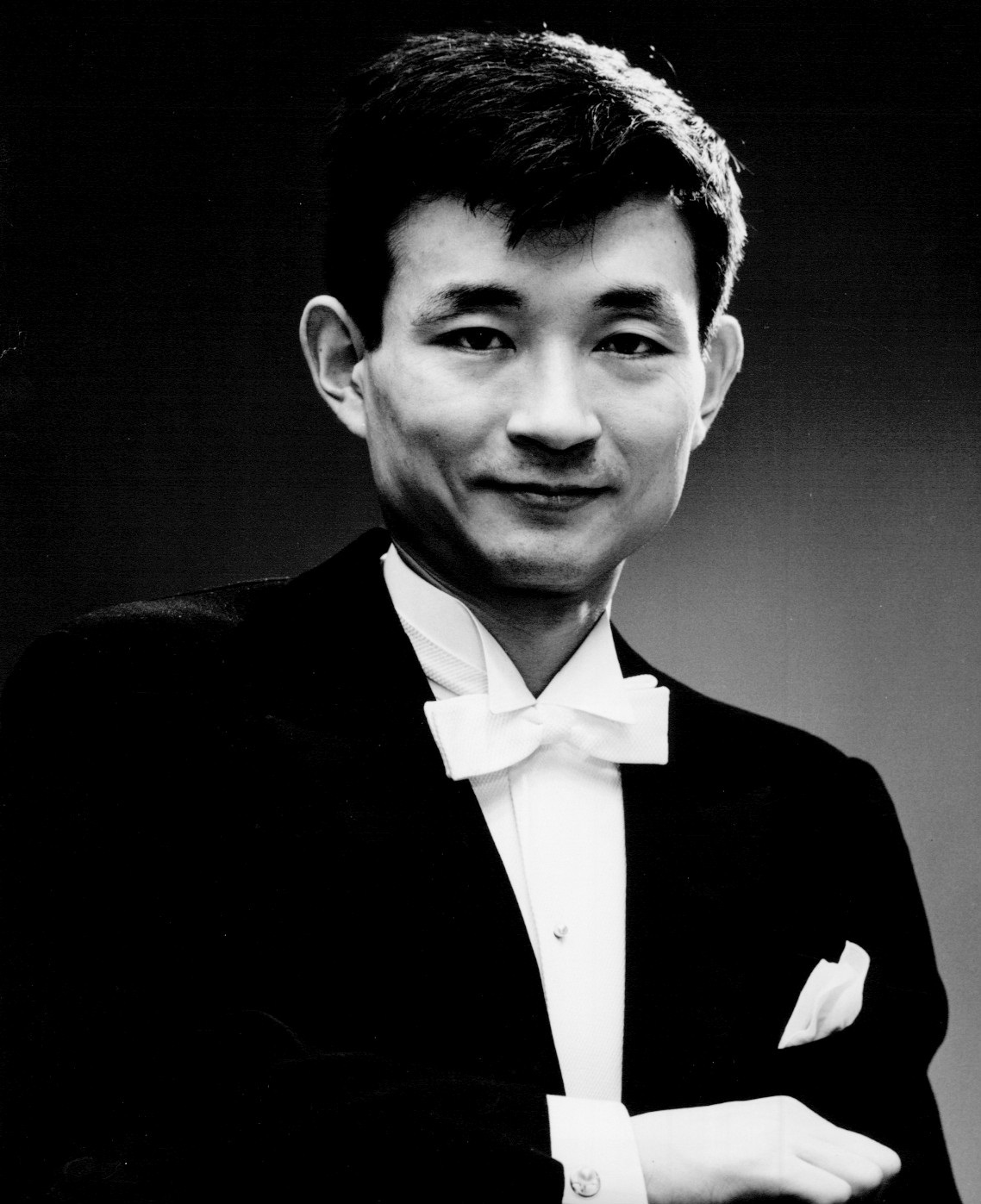
Seiji Ozawa (1935–2024)

- Ozawa, Hikaru (* 1988), japanischer Fußballspieler
- Ozawa, Hiromi (* 1961), japanische Eisschnellläuferin
- Ozawa, Hiroshi (* 1950), japanischer Kendoka und Professor
- Ozawa, Ichirō (* 1942), japanischer Politiker
- Ozawa, Jisaburō (1886–1966), japanischer Admiral
- Ozawa, Junko (* 1973), japanische Fußballtorhüterin
- Ozawa, Maria (* 1986), japanische Pornodarstellerin und ModelMaria Ozawa (* 1986)

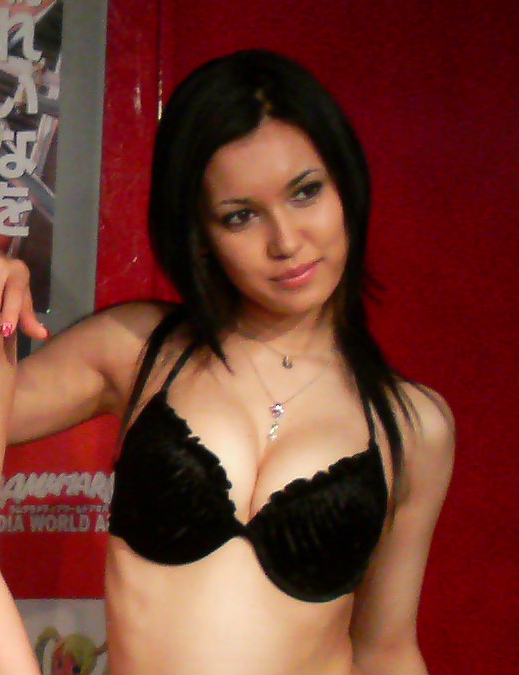
Maria Ozawa (* 1986)

- Ozawa, Masanao, japanischer Physiker
- Ozawa, Michihiro (* 1932), japanischer Fußballspieler
- Ozawa, Mika (* 1985), japanische Shorttrackerin
- Ozawa, Narutaka (* 1974), japanischer Mathematiker
- Ozawa, Roan (1723–1801), japanischer Dichter
- Ozawa, Saeki (1898–1968), japanischer Politiker
- Ozawa, Sakihito (* 1954), japanischer Politiker
- Ozawa, Seiji (1935–2024), japanischer DirigentSeiji Ozawa (1935–2024)
- Ozawa, Tsukasa (* 1988), japanischer Fußballspieler
- Ozawa, Yūki (* 1983), japanischer Fußballspieler
- Özay, Gupse (* 1984), türkische Schauspielerin, Regisseurin und Drehbuchautorin

### Ozb
- Ozbaʿal, König von Kition auf Zypern
- Özbal, Adnan (* 1958), türkischer General
- Özbas, Szofi (* 2001), ungarische Judoka
- Özbay, İlhan (* 1982), türkischer Fußballspieler
- Özbaydoğan, Levent (* 1981), türkischer Eishockeytorwart
- Özbayer, Vahap (* 1943), türkischer Fußballspieler
- Özbayraklı, Şener (* 1990), türkischer Fußballspieler
- Özbayraktar, Serdar (* 1981), türkischer Fußballspieler
- Özbek, Barış (* 1986), deutscher Fußballspieler türkischer Herkunft
- Özbek, Bruce (* 1964), deutscher Boxer kurdischer Herkunft
- Özbek, Cem (1954–2024), deutscher Kardiologe
- Özbek, Dursun (* 1949), türkischer Präsident des Erstligisten Galatasaray IstanbulDursun Özbek (* 1949)

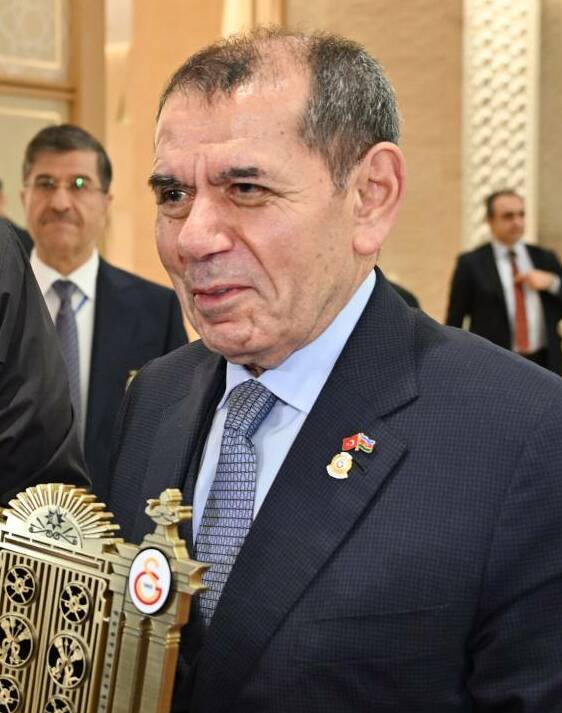
Dursun Özbek (* 1949)

- Özbek, Eray (* 2003), türkischer Fußballspieler
- Özbek, İhsan (* 1963), türkischer Pastor und Präsident der Kurtuluş Kiliseleri Derneği
- Ozbek, Rifat (* 1953), türkischer Modedesigner
- Özbek, Selda (* 1972), türkische Schauspielerin
- Özbek, Ufuk (* 1992), türkischer Fußballspieler
- Özberk, Burcu (* 1989), türkische Schauspielerin
- Özberk, Özge (* 1976), türkische Schauspielerin und ausgebildete Ballerina
- Özberk, Sakıp (1945–2023), türkischer Fußballspieler und -trainer
- Özbey, Cenk (* 1991), türkischer Fußballspieler
- Özbey, Erkan (* 1978), türkischer Fußballspieler
- Özbey, Merve (* 1988), türkische Popmusikerin
- Özbilen, İlham Tanui (* 1990), türkischer Mittelstreckenläufer kenianischer Herkunft
- Özbilen, Kaan Kigen (* 1986), türkischer Langstreckenläufer kenianischer Herkunft
- Özbiliz, Aras (* 1990), armenischer Fußballspieler
- Özbir, Ertaç (* 1989), türkischer Fußballspieler
- Özbir, Selahattin (* 1974), deutsch-türkischer Fußballspieler
- Özbolluk, Merve (* 1994), türkische Handball- und Beachhandballspielerin
- Ožbolt, Alen (* 1996), slowenischer Fußballspieler
- Ožbolt, Janez (* 1970), slowenischer Biathlet
- Özbozkurt, Tufan (* 1993), niederländisch-türkischer Fußballspieler
- Özbudak, Tuğçe (* 1982), türkische Schauspielerin

### Ozc
- Özçağlayan, Necati (* 1953), türkischer Fußballspieler
- Özçal, Furkan (* 1990), türkischer Fußballspieler
- Özcan, Açelya (* 1986), türkische Schauspielerin
- Özcan, Ahmet (* 1995), schweizerisch-türkischer Fußballspieler
- Özcan, Baydar (* 1950), türkischer Schriftsteller, freier Journalist, Schauspieler, Musiker und Poet
- Özcan, Berkay (* 1998), türkisch-deutscher FußballspielerBerkay Özcan (* 1998)

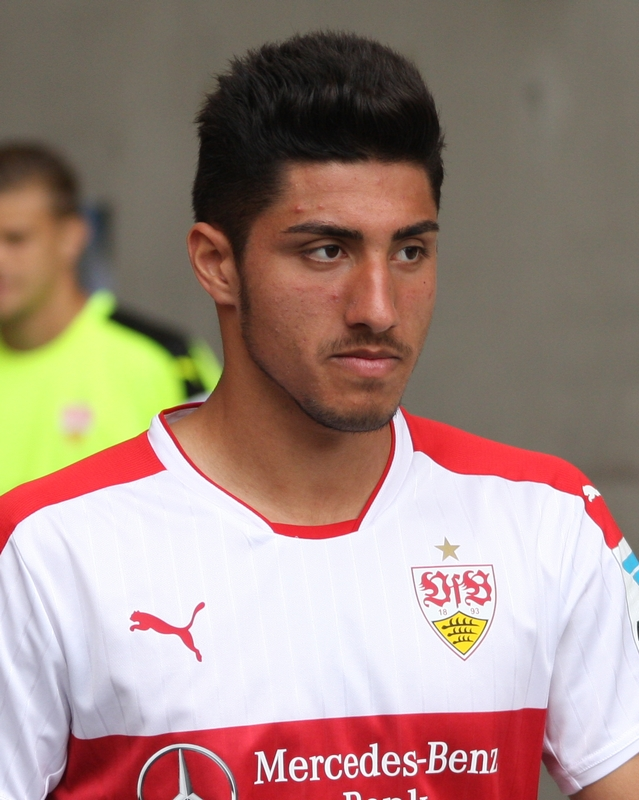
Berkay Özcan (* 1998)

- Özcan, Celal (* 1954), deutsch-türkischer Journalist und Buchautor
- Özcan, Ertekin (1946–2023), türkischer Lyriker und Jurist
- Özcan, Kadir (1952–2013), türkischer Fußballspieler und -trainer
- Özcan, Mehmet (* 1998), türkischer Fußballspieler
- Özcan, Murat, türkischer Fußballschiedsrichter
- Özcan, Özgürcan (* 1988), türkischer Fußballspieler
- Özcan, Ragıp Reha (* 1965), türkischer Schauspieler
- Özcan, Ramazan (* 1984), österreichischer Fußballtorwart
- Özcan, Ramazan (* 1997), türkischer Fußballspieler
- Özcan, Salih (* 1998), türkisch-deutscher Fußballspieler
- Özcan, Sally (* 1988), deutsch-türkische Grundschullehrerin, Unternehmerin, Webvideoproduzentin und SchriftstellerinSally Özcan (* 1988)

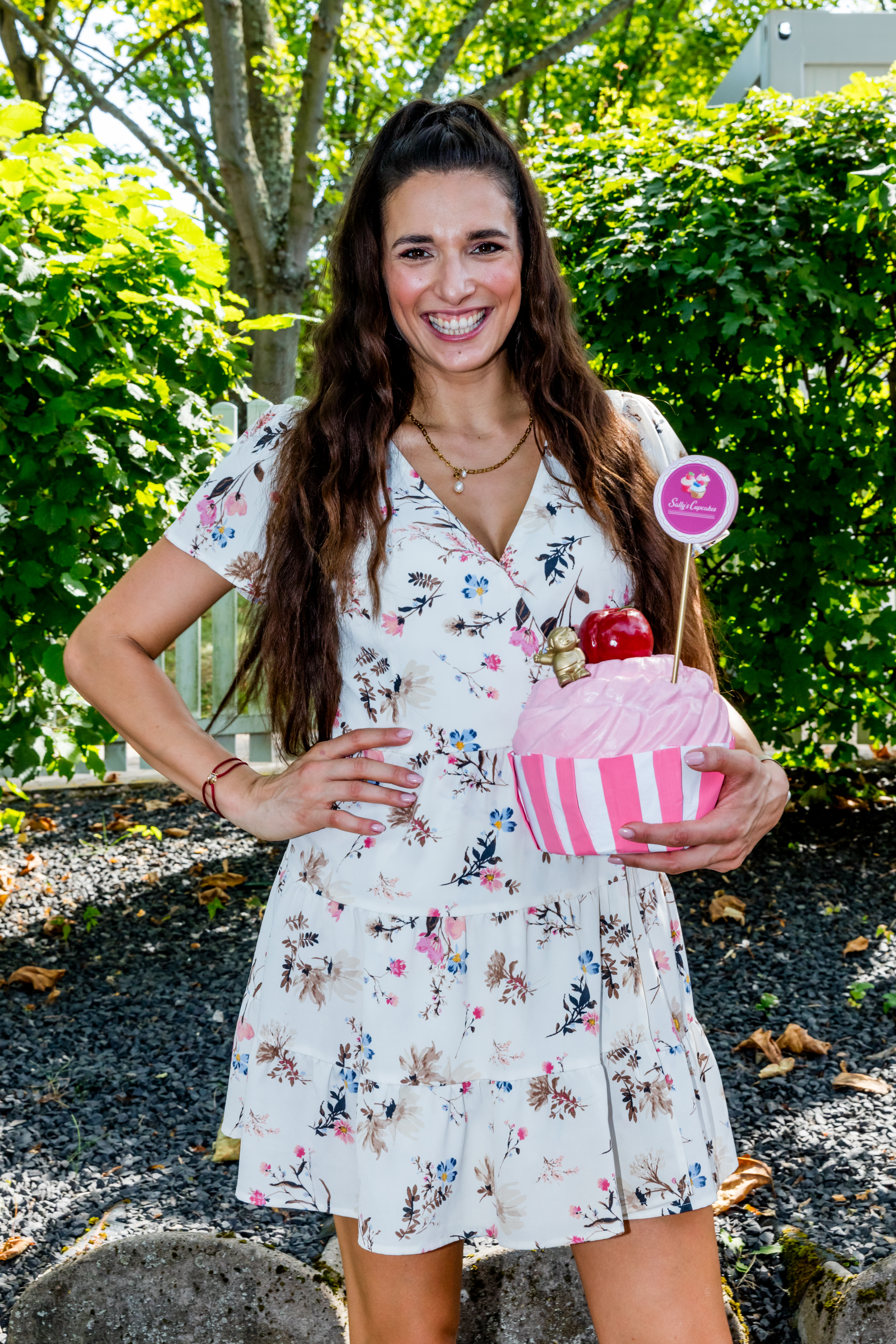
Sally Özcan (* 1988)

- Özcan, Şener (* 1985), türkischer Fußballspieler
- Özcan, Serden (* 1977), türkischer Betriebswirt und Hochschullehrer
- Özcan, Şeref (* 1996), deutscher Fußballspieler
- Özcan, Sultan (* 1965), türkische Politikerin
- Ozcan, Ummet (* 1982), niederländischer DJ und Musikproduzent
- Özcan, Volkan, deutscher Erzieher und Schauspieler
- Özcan, Volkan (* 1986), türkischer Fußballspieler
- Özcan, Yasin (* 2006), türkischer Fußballspieler
- Özcan, Yusuf Ziya (* 1951), türkischer Sozialwissenschaftler, Präsident des Türkischen Hochschulrats
- Özçatal, Metehan (* 1997), türkischer Fußballspieler
- Özçelik, Ercan (* 1966), deutscher Schauspieler
- Özçelik, Gamze (* 1982), türkische Schauspielerin und Model
- Özçelik, Sercan (* 1982), türkischer Fußballspieler
- Özcep, Ferhat (1968–2023), türkischer Geophysiker und Wissenschaftshistoriker
- Özceylan, Faruk (* 1948), türkischer Torwart
- Özçiftçi, Simay (* 2003), türkische Sprinterin
- Özçiğdem, Melis (* 1982), türkische Fußballschiedsrichterin
- Özcimbomlu, Sezgin († 2013), türkischer Fußballfan
- Özçivit, Burak (* 1984), türkischer Schauspieler und ModelBurak Özçivit (* 1984)

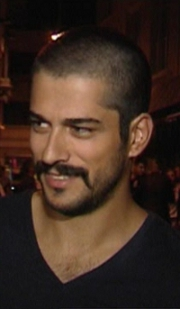
Burak Özçivit (* 1984)

### Ozd
- Özdağ, Ümit (* 1961), türkischer Politiker, Vorsitzender der Zafer Partisi, Professor und Schriftsteller
- Ozdaglar, Asuman (* 1974), türkische Informatikerin und Hochschullehrerin
- Özdal, Nihat (* 1984), türkischer Pädagoge, Schriftsteller und Projekt- und Sportleiter
- Özdal, Turhal (* 1972), deutscher Politiker (CDU), MdBB
- Özdamar, Emine Sevgi (* 1946), türkisch-deutsche Schauspielerin und SchriftstellerinEmine Sevgi Özdamar (* 1946)

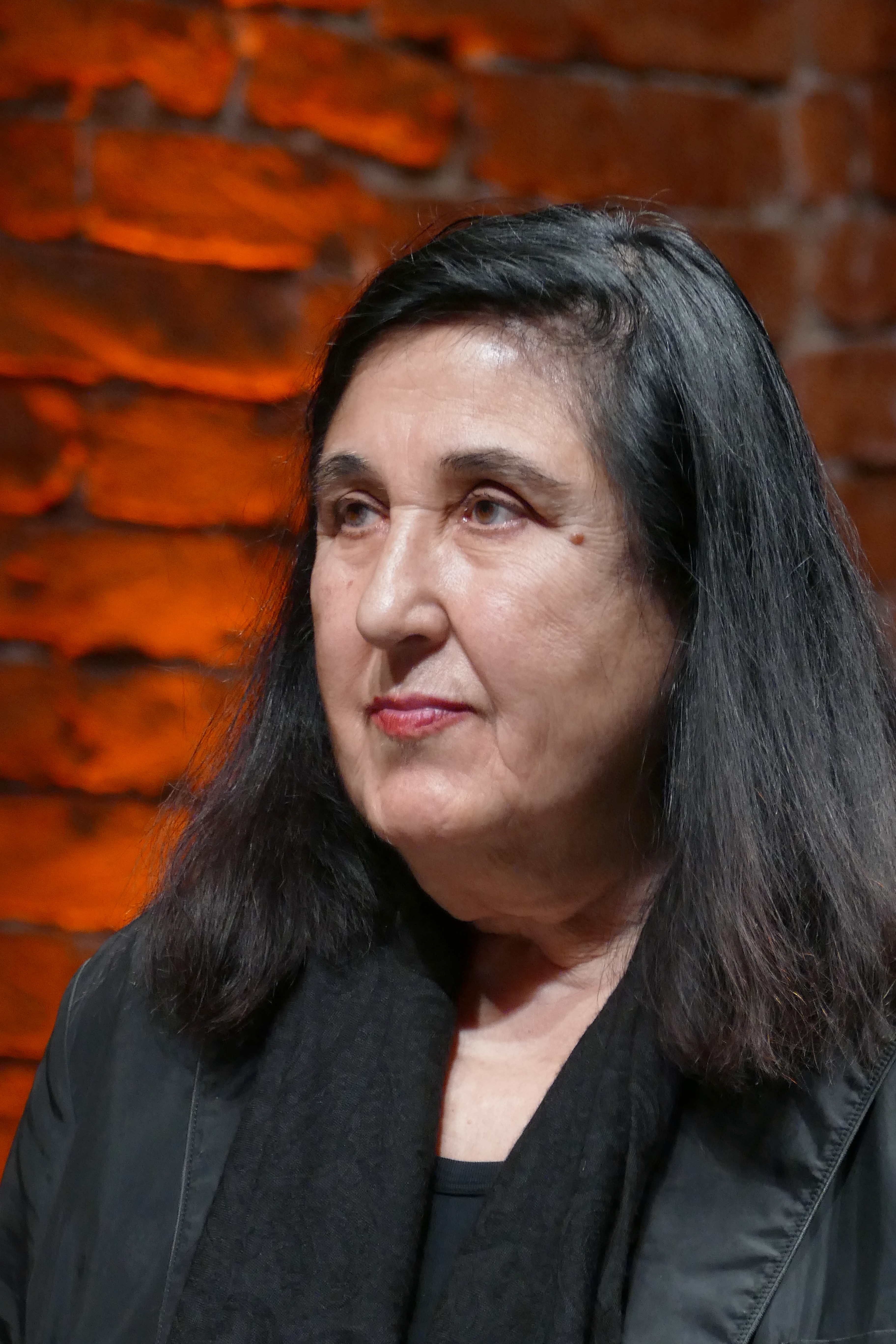
Emine Sevgi Özdamar (* 1946)

- Özdamar, Süleyman (* 1993), türkischer Fußballspieler
- Özdemir Göktaş, Mahinur (* 1982), belgisch-türkische Politikerin, Diplomatin und Ministerin für Arbeit, Soziales und Familien der Türkei
- Özdemir, A. Kadir (* 1977), türkisch-deutscher Schriftsteller
- Özdemir, Abdulkadir (* 1991), türkischer Fußballspieler
- Özdemir, Abdulkadir (* 1994), türkischer Fußballspieler
- Özdemir, Abdullah (* 1999), türkischer Mittelstreckenläufer
- Özdemir, Ahmet (* 1995), türkischer Fußballspieler
- Özdemir, Atakan Mert (* 2004), türkischer Fußballspieler
- Özdemir, Berat (* 1998), türkischer Fußballspieler
- Özdemir, Bestemsu (* 1992), türkische Schauspielerin
- Özdemir, Bilal (* 1987), türkischer Fußballspieler
- Özdemir, Burak (* 1983), deutscher Komponist, Fagottist und Choreograf
- Özdemir, Cansu (* 1988), deutsche Politikerin (Die Linke), MdB, ehemalige MdHB
- Özdemir, Cem (* 1965), deutscher Politiker (Bündnis 90/Die Grünen), MdB, MdEPCem Özdemir (* 1965)

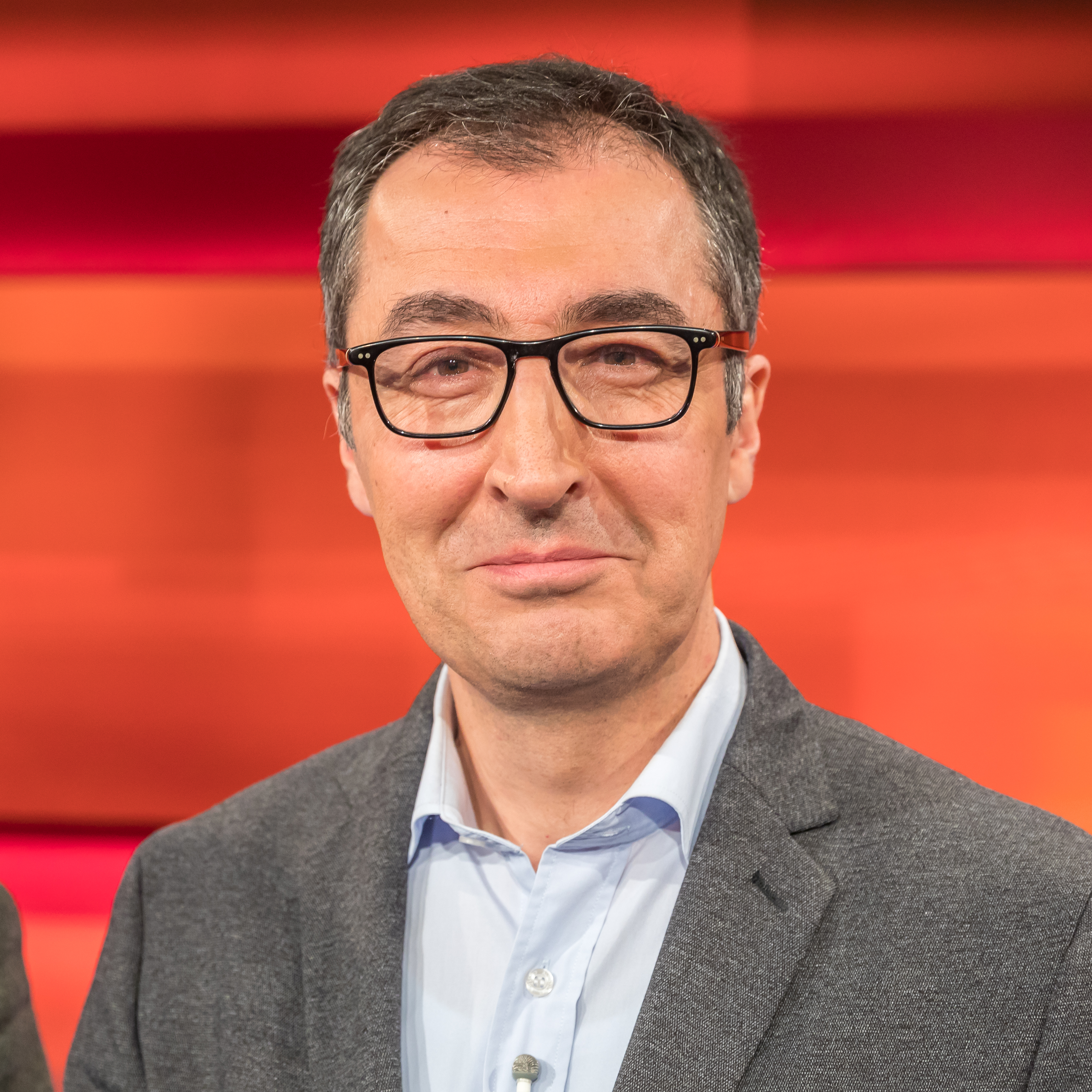
Cem Özdemir (* 1965)

- Özdemir, Cem (* 1992), türkischer Fußballspieler
- Özdemir, Demet (* 1992), türkische Schauspielerin
- Özdemir, Fatos (* 1992), schwedische Handballspielerin
- Özdemir, Gülper (* 1990), türkische Schauspielerin
- Özdemir, Hasan (* 1963), deutschsprachiger Lyriker und Erzähler
- Özdemir, Hasan (* 1964), türkischer Fußballspieler und -trainer
- Özdemir, Kadir Kaan (* 1998), türkischer Fußballspieler
- Özdemir, Kayra (* 1988), türkische Judoka
- Özdemir, Mahmut (* 1987), deutscher Politiker (SPD), MdB
- Özdemir, Muhammed (* 2004), deutscher Karateka
- Özdemir, Muzaffer (* 1955), türkischer Schauspieler
- Özdemir, Nurcan (* 1986), deutsche Synchronsprecherin
- Özdemir, Oktay (* 1983), deutscher Politiker (SPD), MdHB
- Özdemir, Oktay (* 1986), deutschtürkischer Schauspieler
- Özdemir, Orkan (* 1982), deutscher Politiker (SPD), MdAOrkan Özdemir (* 1982)

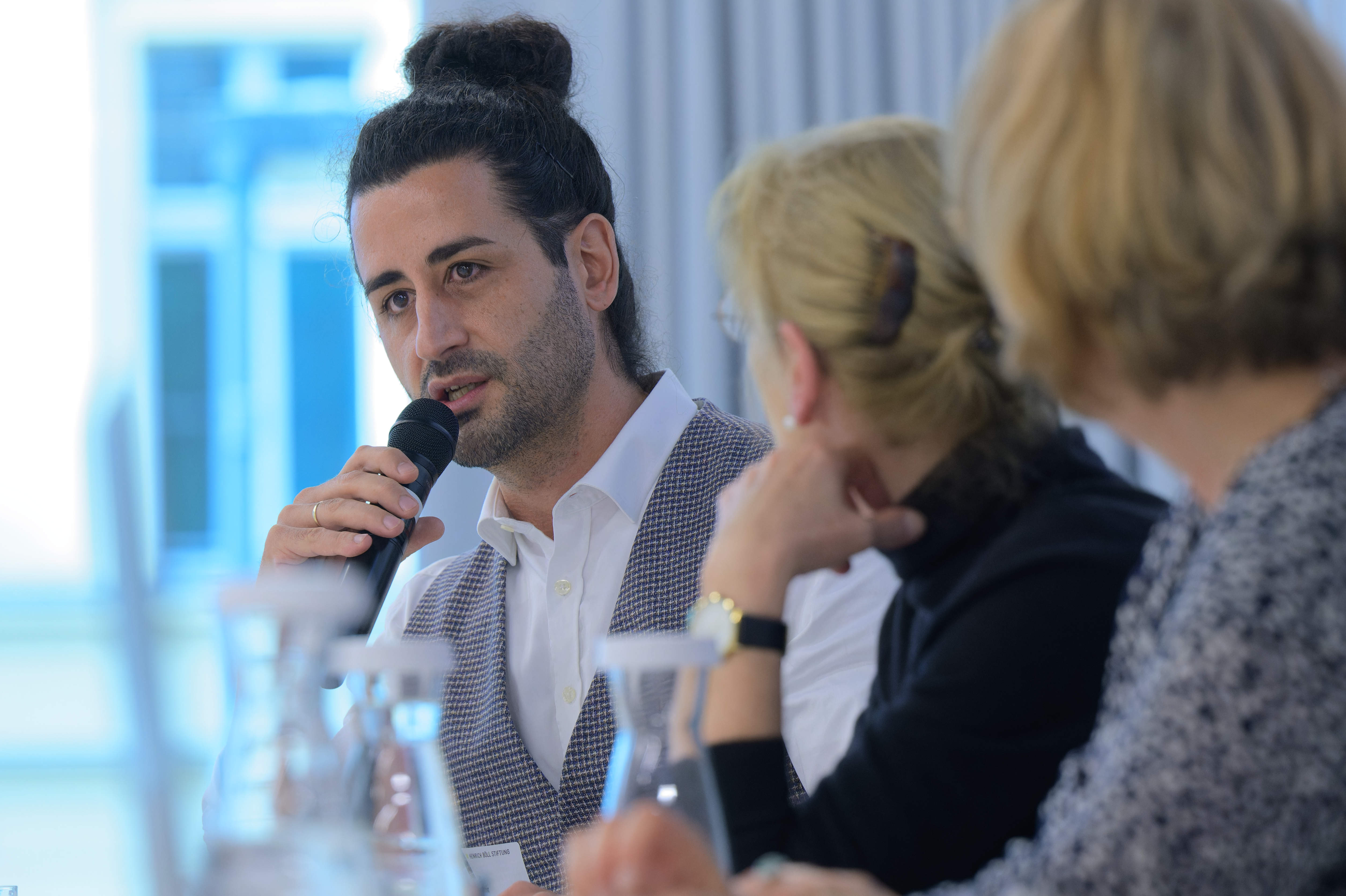
Orkan Özdemir (* 1982)

- Özdemir, Osman (* 1961), türkischer Fußballspieler und -trainer
- Özdemir, Özer (* 1998), französisch-türkischer Fußballspieler
- Özdemir, Özgür (* 1995), türkischer Fußballspieler
- Özdemir, Ramazan (* 1991), türkischer Leichtathlet
- Özdemir, Seçkin (* 1981), türkischer Schauspieler
- Özdemir, Soner (* 1993), türkischer Fußballspieler
- Özdemir, Yusuf (* 2001), türkischer Fußballspieler
- Özdemiroğlu, Yaprak (* 1963), türkische Schauspielerin und Balletttänzerin
- Özden, Cihan (* 1976), deutsch-türkischer Popmusiker
- Özden, Emir (* 1996), türkischer Schauspieler
- Özden, Sedat (* 1953), türkischer Fußballspieler und -trainer
- Özden, Yekta Güngör (* 1932), türkischer Jurist, Präsident des Verfassungsgerichts
- Özden, Zafer (* 1985), türkischer Fußballspieler
- Özdenak, Doğan (* 1954), türkischer Fußballtorhüter
- Özdenak, Gökmen (* 1947), türkischer Fußballspieler und Sportjournalist
- Özdenak, Yasin (* 1948), türkischer Fußballspieler und -trainer
- Özdeş, Kemal (* 1970), türkischer Fußballspieler und -trainer
- Özdeveci, Osman Can (* 1995), türkischer Kugelstoßer
- Özdiker, Enver Yalcin (* 1981), türkischer Komponist, Dirigent und Opernsänger
- Özdil, Ali Özgür (* 1969), türkisch-deutscher Islam- und Religionswissenschaftler
- Özdil, Bülent (* 1981), deutscher Schauspieler
- Özdil, Levent (* 1976), deutscher Schauspieler
- Özdil, Özlem (* 1979), alevitische Sängerin auf der Saz
- Özdilek, Emin Fahrettin (1898–1989), türkischer General, Politiker und Ministerpräsident der Türkei
- Özdilek, Mehmet (* 1966), türkischer Fußballspieler und TrainerMehmet Özdilek (* 1966)

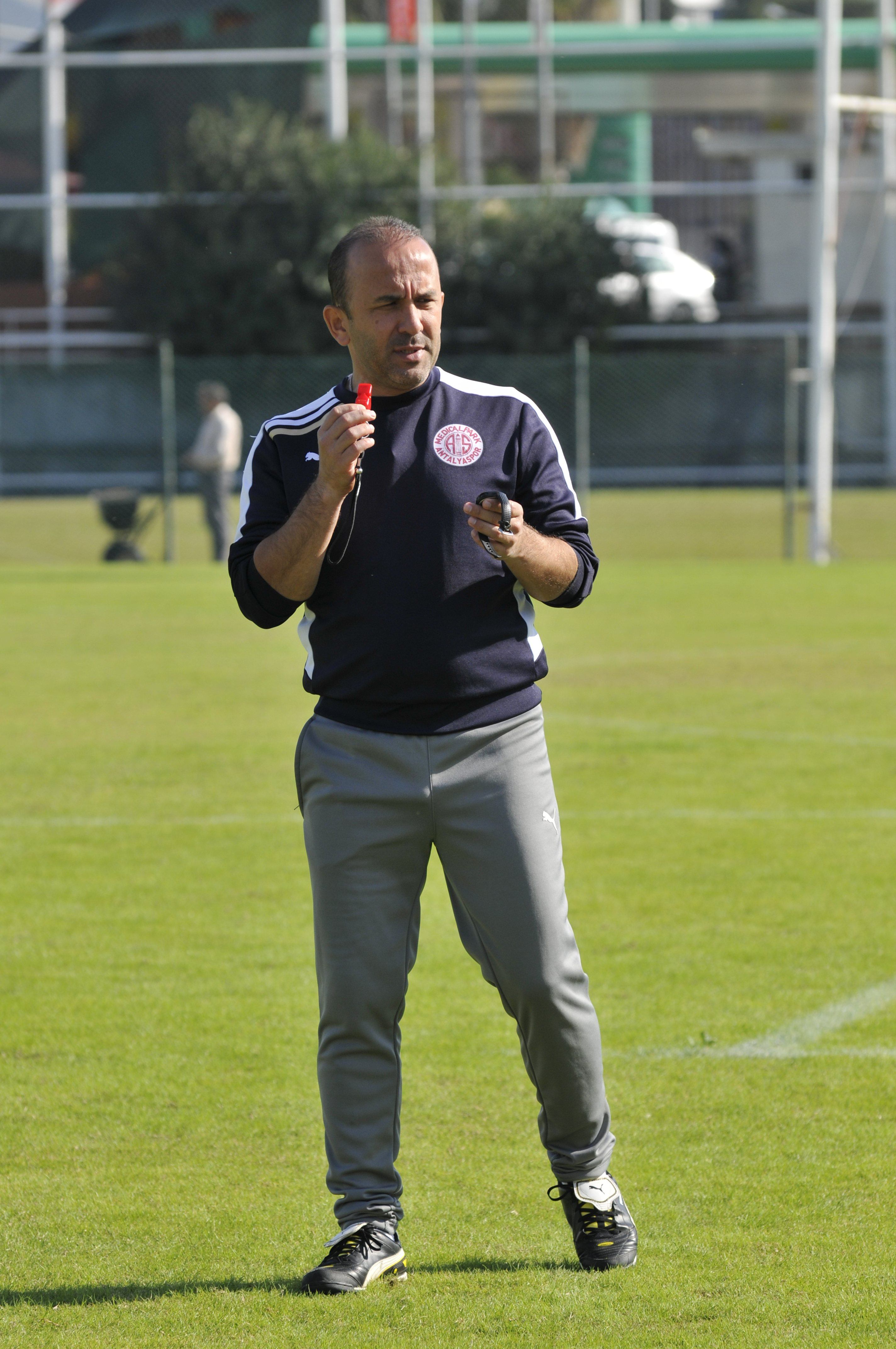
Mehmet Özdilek (* 1966)

- Özdin, Muhammet (* 1978), türkischer Fußballspieler
- Ozdoba, Agata (* 1988), polnische Judoka
- Ozdoba, Jacek (* 1991), polnischer Politiker und Jurist
- Özdoğan, Mehmet (* 1943), türkischer Prähistoriker
- Özdoğan, Oytun (* 1998), türkischer Fußballspieler
- Özdoğan, Şaban (* 1990), dänischer Fußballspieler
- Özdoğan, Selim (* 1971), deutsch-türkischer SchriftstellerSelim Özdoğan (* 1971)

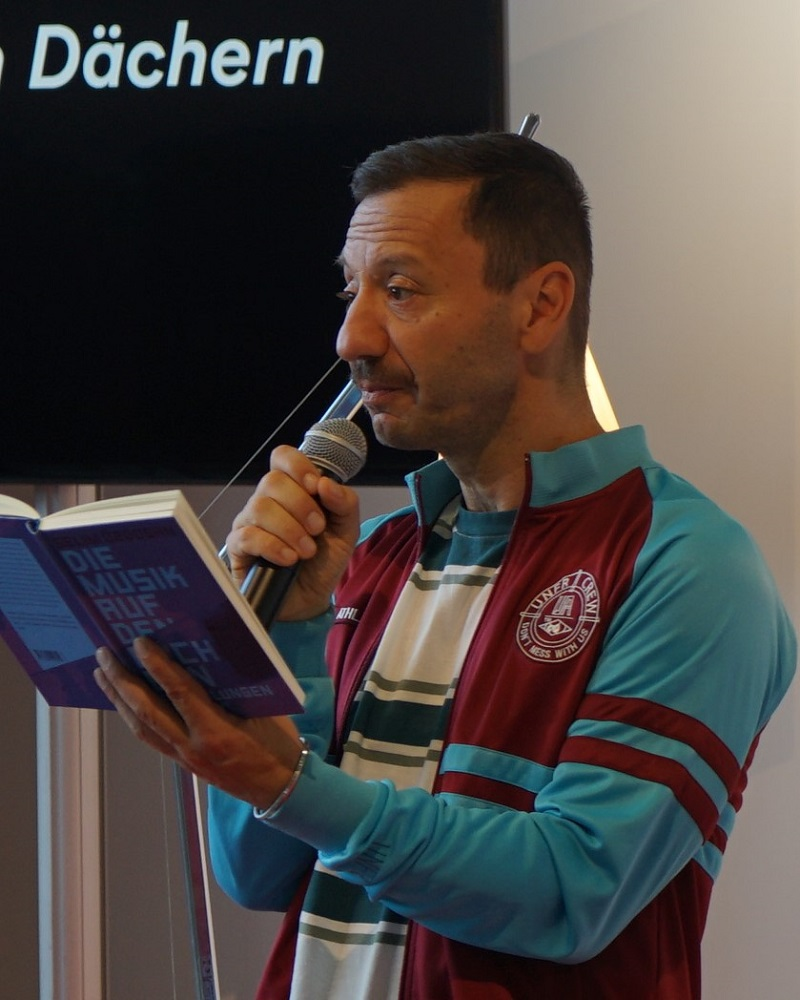
Selim Özdoğan (* 1971)

### Oze
- Özege, Mehmet Seyfettin (1901–1981), türkischer Büchersammler und Bibliograph
- Özegemen, Ali Yasin (* 1989), türkischer Schauspieler
- Ožegović, Benjamin (* 1999), österreichischer Fußballspieler
- Ožegović, Miloš (* 1992), serbischer Fußballspieler
- Ožegović, Nika (* 1985), kroatische Tennisspielerin
- Ožegović, Ognjen (* 1994), serbischer Fußballspieler

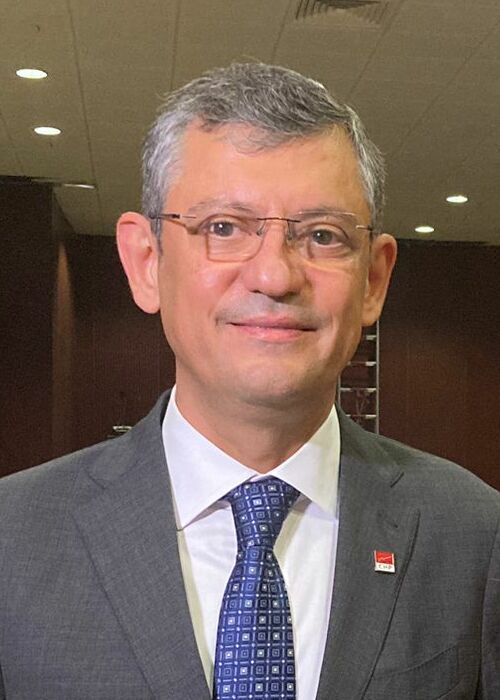
Özgür Özel (* 1974)

- Özek, Ahmet İlhan (* 1988), türkischer Fußballspieler
- Özek, Ali (1932–2021), türkischer islamischer Theologe
- Ozeki, Michika (* 1992), japanische Tennisspielerin
- Ozeki, Ruth (* 1956), US-amerikanische Schriftstellerin und Filmemacherin
- Ōzeki, Tokiko (* 1950), japanische Skilangläuferin
- Ozeki, Yosei (* 2000), japanischer Fußballspieler
- Ōzeki, Yukie, japanische Tischtennisspielerin
- Ozeki, Yuto (* 2005), japanischer Fußballspieler
- Özekler, Gökalp (* 1982), türkischer Boxer
- Özel, Feryal (* 1975), türkisch-US-amerikanische Astrophysikerin und Hochschullehrerin
- Özel, İsmet (* 1944), türkischer Dichter und Essayist
- Özel, Necdet (* 1950), türkischer General
- Özel, Özgür (* 1974), türkischer Pharmazeut und Politiker (CHP)Özgür Özel (* 1974)
- Özel, Şaban (* 1988), türkischer Fußballspieler
- Özel, Yunus (* 1987), türkischer Ringer
- Ozell, Sunny (* 1978), US-amerikanische Sängerin und Songwriterin
- Ozellis, Falk (* 1968), deutscher Eishockeyspieler und -trainer
- Özelsel, Michaela M. (1949–2011), deutsche Psychologin und Buchautorin
- Oželytė, Nijolė (* 1954), litauische Schauspielerin und Politikerin
- Özen, Eren (* 1983), türkischer Fußballspieler
- Özen, Gökhan (* 1979), türkischer Popsänger
- Özen, Hasan (* 1940), türkischer Arbeitsmigrant in Deutschland
- Özen, Hicran (* 1981), deutsche Basketballnationalspielerin
- Özen, Ismail (* 1981), türkischer Boxer und Boxpromoter
- Özen, Mahmut (* 1988), schwedisch-türkischer Fußballspieler
- Özen, Önder (* 1969), türkischer Fußballtorhüter und -trainer
- Özen, Yılmaz (* 1973), türkischer Fußballspieler und -trainer
- Özen-Kleine, Britta (* 1973), deutsche Klassische Archäologin
- Özenç, Ozan Evrim (* 1993), türkischer Fußballspieler
- Ozenfant, Amédée (1886–1966), französischer Maler und Mitbegründer des Purismus
- Ozenne, Jules (1809–1889), französischer Philosoph
- Ozep, Fjodor Alexandrowitsch († 1949), russischer Regisseur und Drehbuchautor
- Özer, Ahmet (* 1994), türkischer Fußballspieler
- Özer, Aykut (* 1993), deutsch-türkischer Fußballspieler
- Özer, Berke (* 2000), türkischer FußballtorhüterBerke Özer (* 2000)

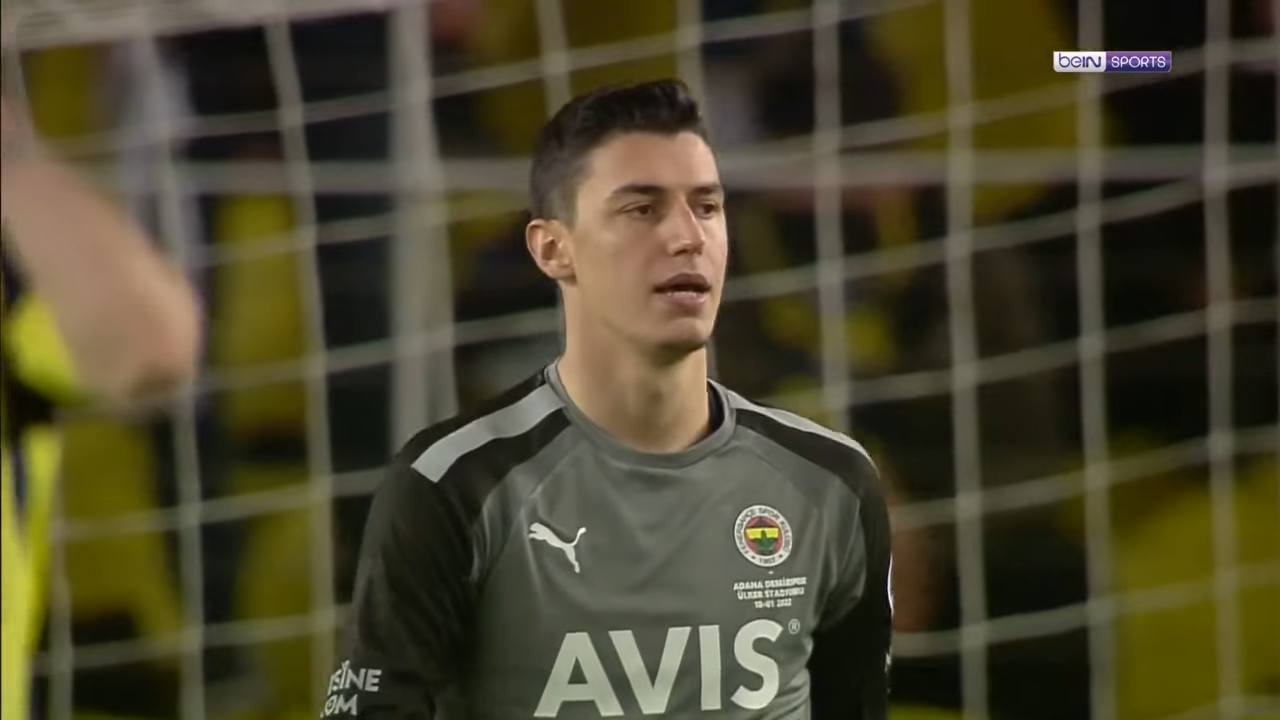
Berke Özer (* 2000)

- Özer, Deniz (* 1987), deutsch-türkische Fußballspielerin
- Özer, Gizem (* 2001), türkische Boxerin
- Özer, Hasan (* 1974), türkischer Fußballspieler und -trainer
- Özer, Josef (* 1983), schwedischer Sänger
- Özer, Kayhan (* 1998), türkischer Sprinter
- Özer, Kenan (* 1987), türkischer Fußballspieler
- Özer, Mustafa (* 1969), türkischer Fußballspieler
- Özer, Nezir (* 1983), türkischer Fußballspieler
- Özer, Onur (* 1980), türkischer DJ und Musikproduzent
- Özer, Sami (* 1950), türkischer Sänger der klassischen türkischen Musik und der Sufi-Musik
- Özer, Şehmus (1980–2016), türkischer Fußballspieler
- Özer, Selim (* 1968), türkischer Fußballspieler und -trainer
- Özer, Süleyman Enes (* 1996), türkischer Fußballtorhüter
- Özer, Tülay (* 1946), türkische Sängerin
- Özer, Tuncay (* 1968), türkisch-deutscher Lyriker und literarischer Übersetzer deutscher und türkischer Sprache
- Özer, Yusuf (* 1926), türkischer Generalmajor der Luftstreitkräfte
- Özer, Zerrin (* 1957), türkisch-alevitische Popsängerin
- Özer, Zülküf (* 1988), türkischer Fußballtorhüter
- Ozeray, Madeleine (1908–1989), belgisch-französische Schauspielerin
- Özeren, İsmail (* 1985), türkischer Fußballspieler
- Özeren, Yılmaz (* 1988), türkischer Fußballspieler
- Ozeri, Yigal (* 1958), israelischer Künstler
- Özerk, Tuğba (* 1980), türkische Popmusikerin
- Özerkan, Eda (* 1984), türkische Schauspielerin
- Özerler, Mikail (* 1994), türkischer Judoka, ehemals slowenischer Judoka
- Ozerova, Anna (* 1997), lettische Tennisspielerin
- Ozers, Kaspars (* 1968), lettischer Radrennfahrer
- Ozetowa, Swetla (* 1950), bulgarische Ruderin

### Ozf
- Özfesli, Alican (* 1997), türkischer Fußballspieler

### Ozg
- Ozga, Jan (* 1956), katholischer Bischof
- Ozga, Justine (* 1988), deutsche Tennisspielerin
- Özgan, Ramazan (* 1942), türkischer Klassischer Archäologe
- Özge, Aslı (* 1975), türkische Filmregisseurin, -produzentin und Drehbuchautorin
- Özgeçen, Aleyna (* 2003), türkische Schauspielerin
- Özgen, Abdulkadir (* 1986), türkischer Fußballspieler
- Özgen, Pemra (* 1986), türkische Tennisspielerin
- Özgen, Tolga (* 1980), türkischer Fußballspieler
- Özgenç, Erdem (* 1984), türkischer Fußballspieler
- Özgenç, Kayhan (* 1969), türkisch-deutscher Journalist und Mitglied der Chefredaktion der Bild am Sonntag
- Özgöçmen, Hüseyin Doğan (1916–2001), türkischer General
- Özgönül, Cem (* 1972), deutsch-türkischer Publizist
- Özgöz, Timur (* 1987), deutsch-türkischer Fußballspieler
- Özgüç, Nimet (1916–2015), türkische Vorderasiatische Archäologin
- Özgüç, Tahsin (1916–2005), türkischer Vorderasiatischer Archäologe
- Özgül, Gönül (* 1947), türkische Autorin in Deutschland
- Özgül, Mehmet (* 1949), türkischer Fußballspieler
- Özgültekin, Zafer (* 1975), türkischer Fußballtorhüter
- Özgün (* 1979), türkischer Popmusiker
- Özgün, Ali (* 1989), deutsch-türkischer Fußballspieler
- Özgünel, Coşkun (* 1941), türkischer Klassischer Archäologe
- Özgür, Atılay (* 1943), türkischer Fußballspieler
- Özgür, Erman (* 1977), türkischer Fußballspieler
- Özgür, Semavi (* 1982), türkischer Fußballspieler
- Özgürgün, Hüseyin (* 1965), türkisch-zypriotischer Politiker
- Özgüven, Handan (* 1973), deutsche Politikerin (SPD), MdL

### Ozh
- Özhan, Ahmet (* 1950), türkischer Sänger der klassischen türkischen Musik und der Sufi-Musik
- Özhan, Hüseyin (* 1967), türkischer Politiker (AKP)
- Özhaseki, Mehmet (* 1957), türkischer Politiker (AKP)
- Özhim, Eyşan (* 1970), türkische Schauspielerin und Model
- Ozhogina, Alisa (* 2000), spanische Synchronschwimmerin

### Ozi
- Ozi, Graf, Gewaltbote und Königsbote
- Ozi, Étienne (1754–1813), französischer Fagottist und Komponist
- Ozick, Cynthia (* 1928), amerikanische Schriftstellerin
- Özil, Mesut (* 1988), deutscher FußballspielerMesut Özil (* 1988)

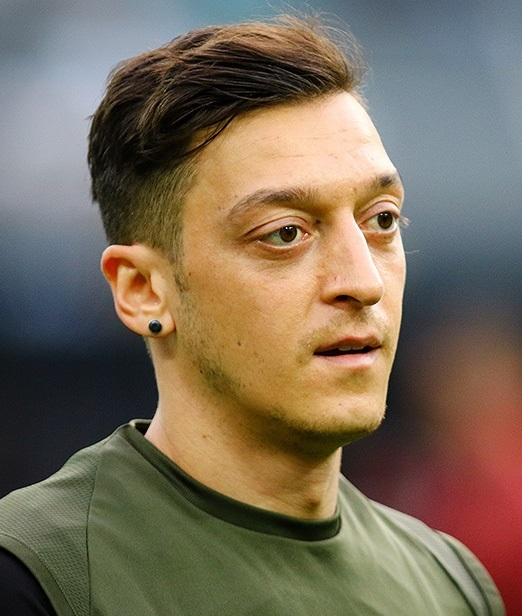
Mesut Özil (* 1988)

- Özilhan, Yasemin (* 1985), türkische Schauspielerin
- Ozim, Igor (1931–2024), slowenisch-österreichischer Violinist
- Ozimek, Frank (* 1976), deutscher Bariton
- Ozimek, Norbert (* 1945), polnischer Gewichtheber
- Ozin, Geoffrey (* 1943), kanadischer Chemiker und Hochschullehrer
- Öziri, Necati (* 1988), deutscher Schriftsteller und DramaturgNecati Öziri (* 1988)

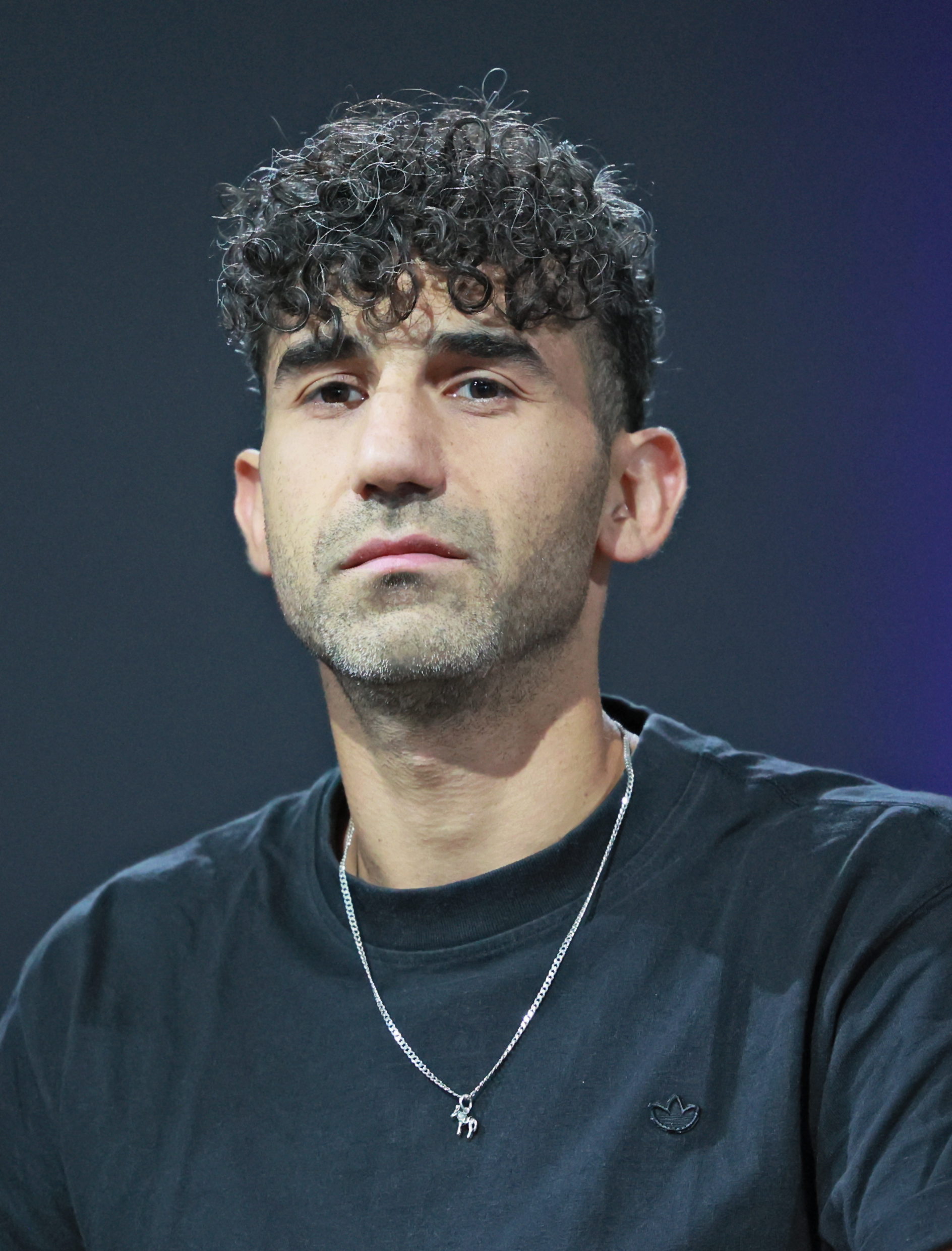
Necati Öziri (* 1988)

- Özışık, Ethem (* 1977), türkischer Drehbuchautor
- Özışık, İlkin (* 1972), deutscher Politiker (SPD), MdA
- Özivgen, Emre (* 1984), türkischer Fußballspieler

### Ozk
- Özkabak, Ramazan (* 1996), türkischer Fußballspieler
- Özkacar, Cenk (* 2000), türkischer Fußballspieler
- Özkahya, Halis (* 1980), türkischer Fußballschiedsrichter
- Özkal, Muhammet (* 1999), türkischer Fußballspieler
- Özkalfa, Tolga (* 1977), türkischer Fußballschiedsrichter
- Özkalp, Ümit (* 1959), türkischer Fußballspieler und Fußballtrainer
- Özkan, Abdulla (* 1974), Betroffener des Nagelbombenanschlags in Köln
- Özkan, Ali Kemal (* 1993), türkischer Fußballspieler
- Özkan, Aygül (* 1971), deutsche Politikerin (CDU), MdHBAygül Özkan (* 1971)

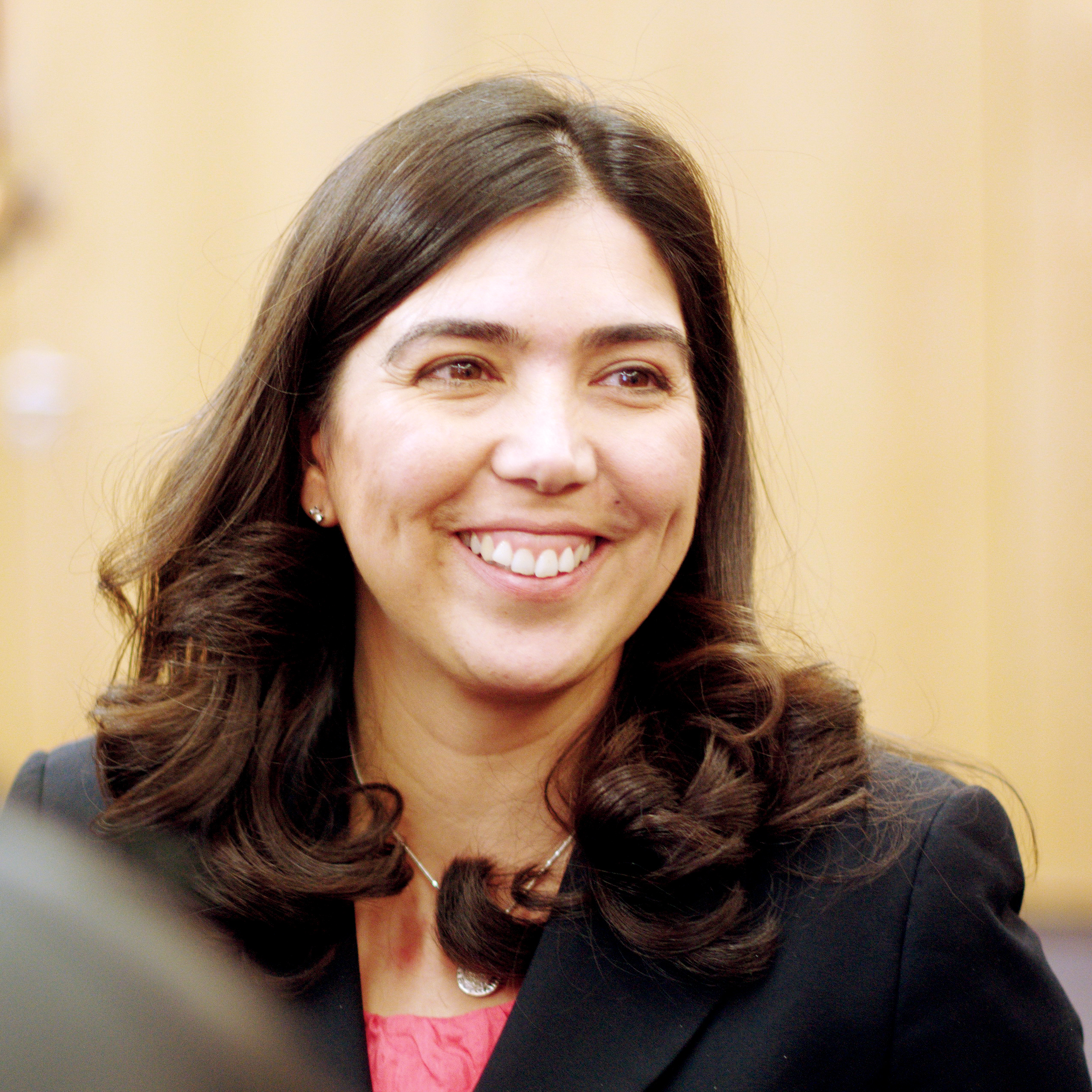
Aygül Özkan (* 1971)

- Özkan, Burcu Çelik (* 1986), kurdische Politikerin der Partei HDP
- Özkan, Cahit (* 1976), türkischer Politiker und Jurist
- Özkan, Can (* 1999), deutscher Fußballspieler
- Özkan, Devrim (* 1998), türkische Schauspielerin
- Özkan, Duygu (* 1981), österreichische Historikerin und Journalistin
- Özkan, Ebru (* 1978), türkische Schauspielerin
- Özkan, Emre (* 1988), türkischer Fußballspieler
- Özkan, Ertan (* 1996), türkischer Leichtathlet
- Özkan, Fevzi (* 1986), türkischer Fußballspieler
- Özkan, Gabriel (* 1986), schwedischer Fußballspieler
- Özkan, Gülsel (* 1966), deutsche Filmregisseurin und Drehbuchautorin
- Özkan, Gürkan, türkischer Multiperkussionist
- Özkan, Hayati (* 1907), türkischer Fußballspieler
- Özkan, Hülya (* 1957), deutsch-türkische Journalistin und Buchautorin
- Özkan, Hüsamettin (* 1950), türkischer Politiker
- Özkan, Hüseyin (* 1972), türkischer Judoka
- Özkan, Mustafa (* 1975), deutsch-türkischer Fußballspieler
- Özkan, Ömer (* 1971), türkischer Chirurg
- Özkan, Ozan (* 1984), türkischer Fußballspieler
- Özkan, Rona (* 1994), deutsche Schauspielerin türkischer Herkunft
- Özkan, Selçuk (* 1985), türkischer Fußballspieler
- Özkan, Serdar (* 1987), türkischer Fußballspieler
- Özkan, Sibel (* 1988), türkische Gewichtheberin
- Özkan, Sinan (* 1988), französisch-türkischer Fußballspieler
- Özkan, Tahsin (* 1988), deutscher Regisseur, Produzent, Kameramann, Filmeditor und Medienpädagoge türkischer Abstammung
- Özkan, Talip (1939–2010), türkischer Sänger
- Özkan, Tuncay (* 1966), türkischer Journalist und Politiker
- Özkan, Yavuz (* 1985), türkischer Fußballspieler
- Özkara, Cihan (* 1991), deutsch-türkisch-aserbaidschanischer Fußballspieler
- Özkara, Hüsnü (* 1955), türkischer Fußballspieler und -trainer
- Özkara, Orhan (* 1979), türkischer Fußballspieler
- Özkara, Ralf (* 1970), deutscher Parteifunktionär (AfD)
- Özkara, Sami (* 1940), türkisch-deutscher Roman- und Sachbuchautor, Sozialwissenschaftler und Mitgründer der Türkischen Gemeinde in Deutschland (TGD)
- Özkaraca, Erol (* 1963), deutscher Jurist und Politiker (SPD), MdAErol Özkaraca (* 1963)

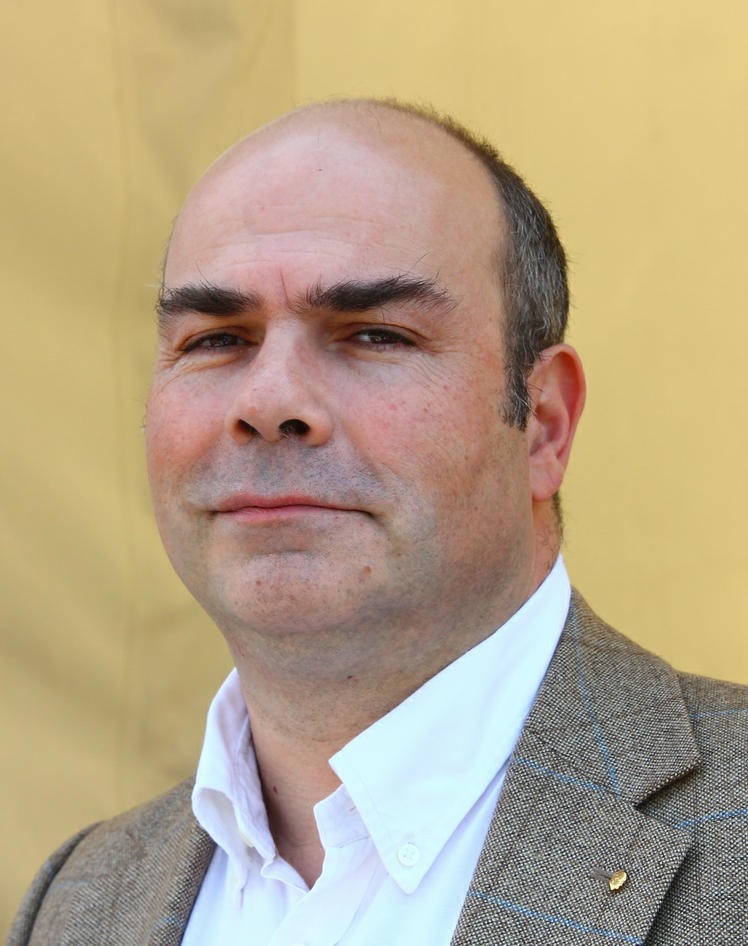
Erol Özkaraca (* 1963)

- Özkarslı, Talat (1938–2020), türkischer Fußballspieler
- Özkasap, Yüksel (* 1945), türkischsprachige Sängerin in Deutschland
- Özkaya, Ali (* 1970), türkischer Politiker (AKP)
- Özkaya, Atakan (* 1998), türkischer Schauspieler
- Özkaya, Cevat Nezihi (* 1951), türkischer Diplomat
- Özkaya, Ecem (* 1988), türkische Schauspielerin
- Özkaya, Imran (* 1999), deutscher Taekwondoin
- Özkaya, Naci (1922–2007), türkischer Fußballspieler
- Özkaya, Onur (* 1980), türkisch-deutscher Musiker
- Özkaya, Özgür (* 1988), türkischer Fußballspieler
- Özkaya, Zeynep (* 1998), türkische Schauspielerin und Webvideoproduzentin
- Özkayımoğlu, Ege (* 2001), türkischer Fußballspieler
- Özkaymak, Cihan (* 1989), türkischer Fußballspieler
- Özkaynak, İlkem (* 1982), türkischer Fußballspieler
- Özkefe, Süreyya (1939–2025), türkischer Fußballspieler und -trainerSüreyya Özkefe (1939–2025)

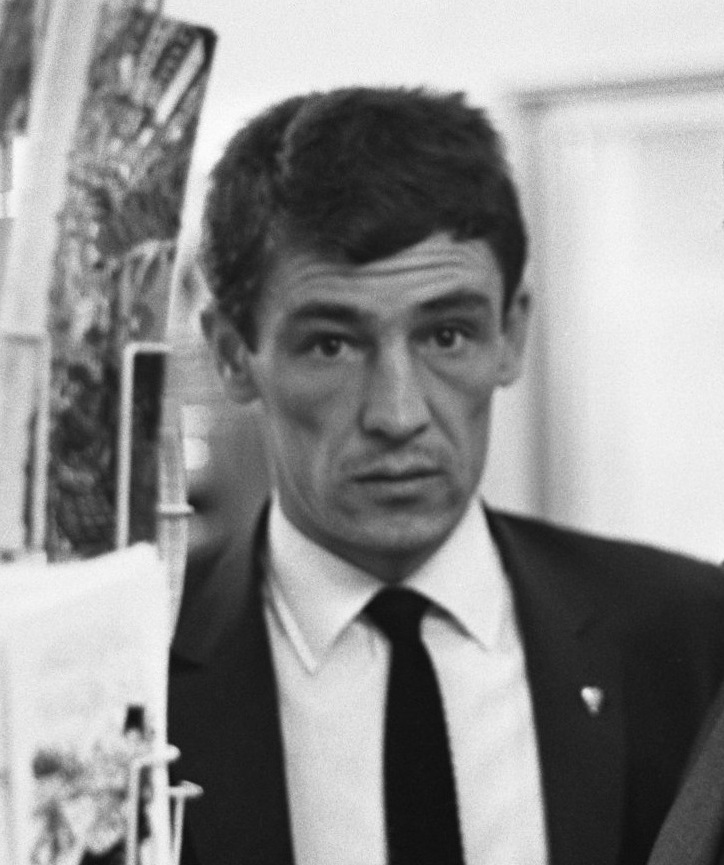
Süreyya Özkefe (1939–2025)

- Özkök, Ertuğrul (* 1947), türkischer Journalist
- Özkök, Hilmi (* 1940), türkischer General
- Özköylü, Osman (* 1971), türkischer Fußballspieler und -trainer
- Özkul, Mehmet (* 1980), türkischer Fußballtorhüter
- Özkul, Münir (1925–2018), türkischer Schauspieler

### Ozl
- Ozlberger, Ekke (1891–1963), österreichischer Porträt-, Landschafts- und Aktmaler sowie Grafiker
- Özlem, Yılmaz (* 1972), türkischer Fußballspieler und -trainer
- Özler, Acem (* 1959), türkischer Autor
- Özlesen, Oguzhan (* 2002), österreichischer Fußballspieler
- Özlü, Demir (1935–2021), türkischer Schriftsteller und Rechtsanwalt
- Özlü, Faruk (* 1962), türkischer Politiker (AKP)
- Özlü, Tezer (1943–1986), türkische literarische Übersetzerin und Schriftstellerin

### Ozm
- Ozmec, Fritz (* 1948), österreichischer Jazzmusiker (Schlagzeug, Perkussion)
- Özmen, Arzu (1993–2011), deutsch-kurdische Jesidin und Opfer eines Ehrenmordes
- Özmen, Atilla (* 1988), türkischer Fußballtorhüter
- Özmen, Elif (* 1974), deutsche Philosophin
- Özmen, Emrah (* 1983), türkischer Eishockeyspieler
- Özmen, Esra (* 1990), österreichische Rapperin, Songwriterin und bildende KünstlerinEsra Özmen (* 1990)
- Özmen, Kerem (* 2002), türkischer Boxer

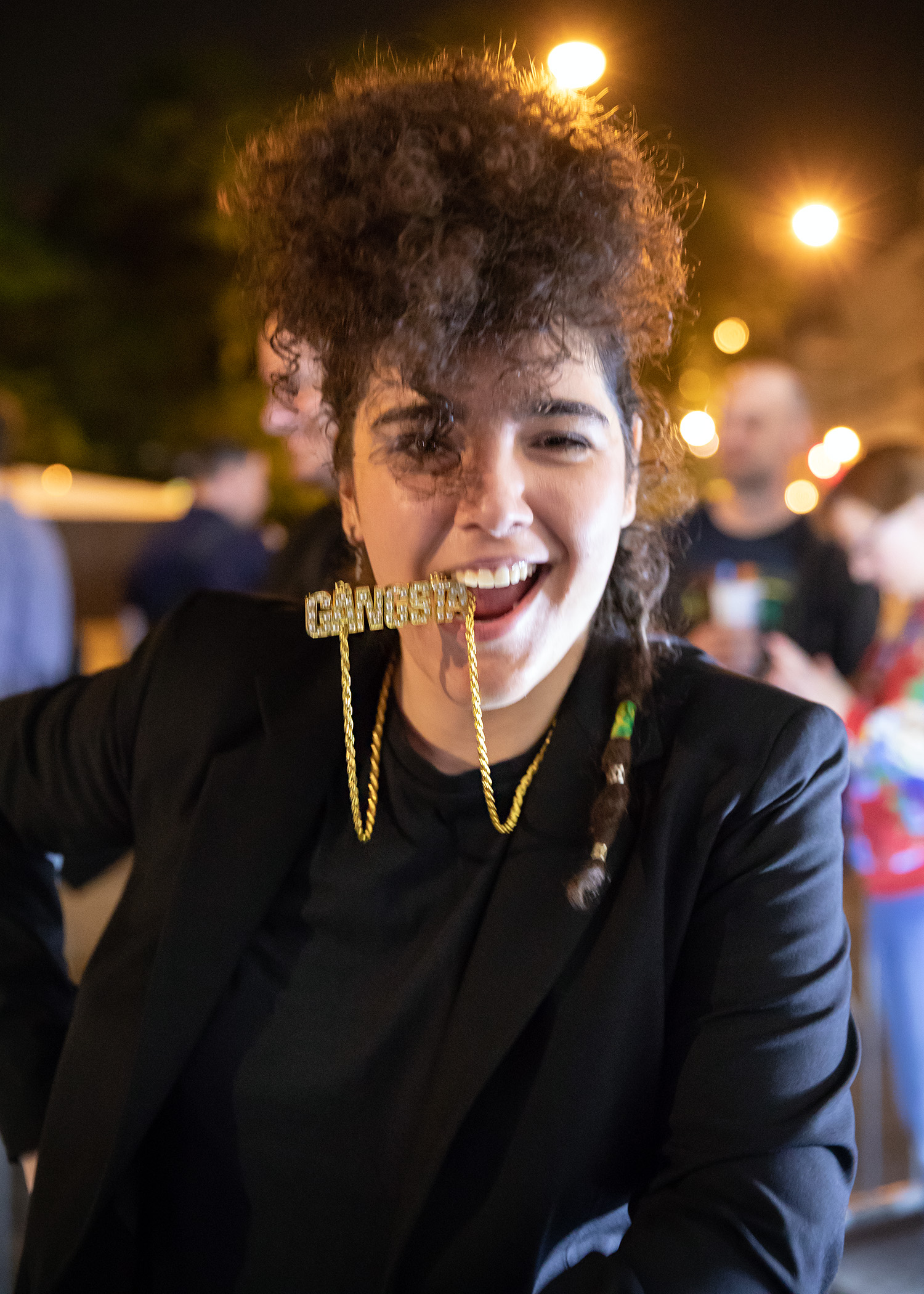
Esra Özmen (* 1990)

- Özmen, Sezer (* 1992), türkischer Fußballspieler
- Ozment, Steven (1939–2019), US-amerikanischer Historiker
- Özmert, Hakan (* 1985), türkischer Fußballspieler
- Özmert, Hasan Semih (1921–2015), türkischer Jurist, Präsident des türkischen Verfassungsgerichtes (1985–1986)
- Özmüldür, Buğra (* 1991), türkischer Schauspieler
- Özmusul, Yunus (* 1989), türkischer Handballspieler

### Ozo
- Ożóg, Stanisław (* 1953), polnischer Politiker, Mitglied des Sejm, MdEP
- Özoğuz, Aydan (* 1967), deutsche Politikerin (SPD), MdBAydan Özoğuz (* 1967)

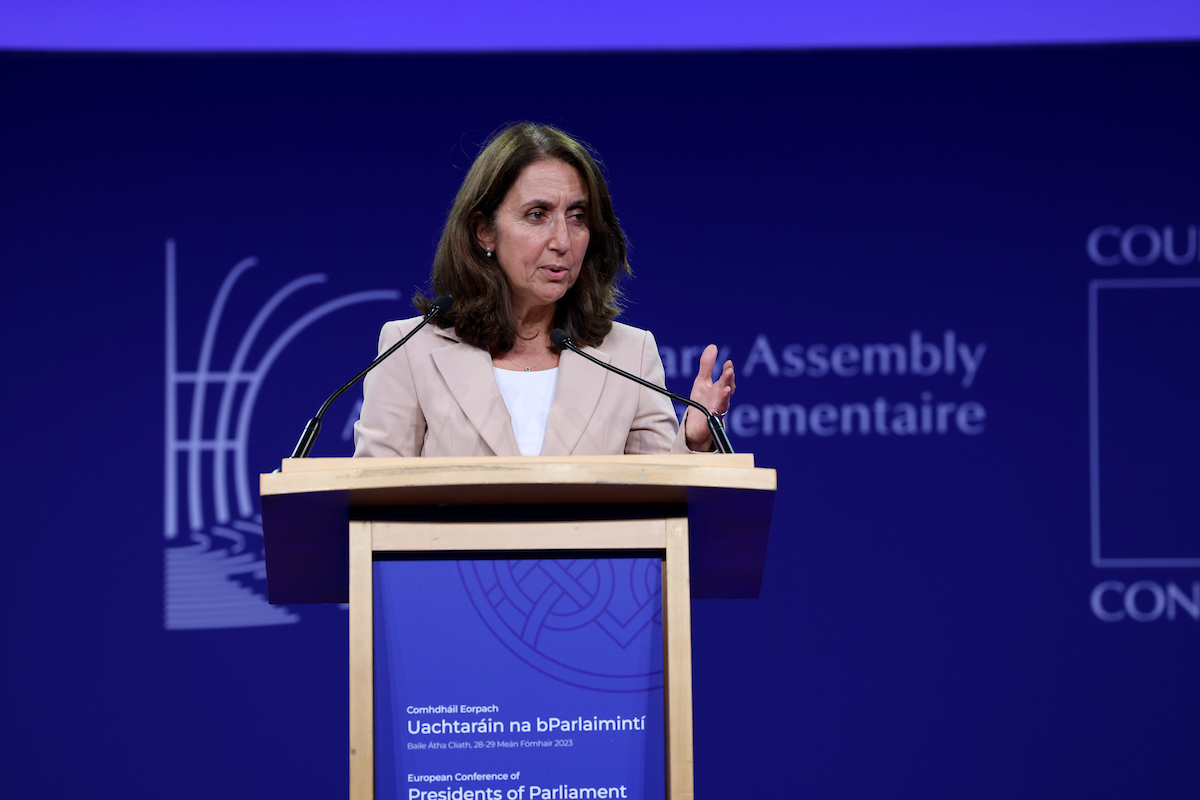
Aydan Özoğuz (* 1967)

- Özoğuz, Gürhan (* 1963), deutscher Unternehmer, Gründer der Website Muslim Markt
- Özoğuz, Yavuz (* 1959), deutscher Autor und Gründer der Website Muslim-Markt
- Ozoh, Lawretta (* 1990), nigerianische Sprinterin
- Ozokwo, Nduka (* 1988), nigerianischer Fußballspieler
- Ozola, Linda (* 1993), lettische Kugelstoßerin
- Ozolas, Romualdas (1939–2015), litauischer Philosoph und Politiker
- Ozoliņa, Elvīra (* 1939), lettische, für die Sowjetunion startende Speerwerferin und Olympiasiegerin
- Ozoliņa, Marta (* 1994), lettische Volleyball- und Beachvolleyballspielerin
- Ozoliņa, Sanija (* 2003), lettische Rennrodlerin
- Ozoliņa-Kovale, Sinta (* 1988), lettische Speerwerferin
- Ozolinčius, Remigijus (1956–2013), litauischer Forstwissenschaftler
- Ozoliņš, Ainārs (* 1969), lettischer Brigadegeneral
- Ozolins, Anna (* 1974), australische Ruderin
- Ozolins, Arthur (* 1946), kanadischer Pianist lettischer Herkunft
- Ozoliņš, Sandis (* 1972), lettischer Eishockeyspieler und -trainer
- Ozols, Augusts (1908–1980), lettischer Fußball- und Eishockeyspieler
- Ozols, Dainis (* 1966), lettischer Radsportler
- Ozols, Karlis (1912–2001), lettisch-australischer Schachspieler
- Ozols, Roberts (1905–2002), lettischer Radrennfahrer
- Ozon, François (* 1967), französischer FilmregisseurFrançois Ozon (* 1967)

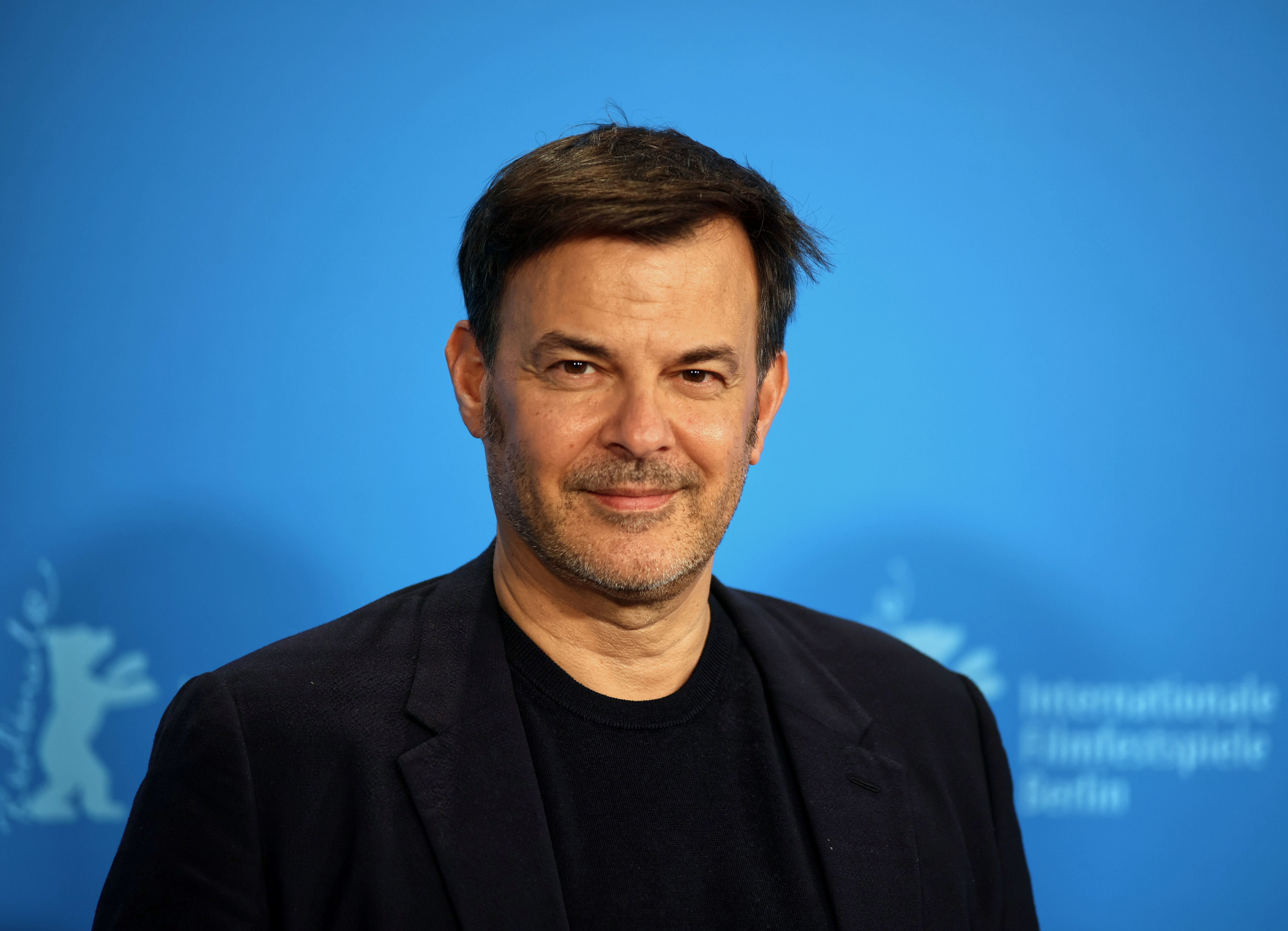
François Ozon (* 1967)

- Ozon, Titus (1927–1996), rumänischer Fußballspieler und -trainer
- Ozone, Makoto (* 1961), japanischer Jazz-Pianist
- Özönerli, Anıl (* 1992), türkischer Fußballspieler
- Ozores, Adriana (* 1959), spanische Schauspielerin
- Ozores, Antonio (1928–2010), spanischer Schauspieler und Filmregisseur
- Ozores, Emma (* 1961), spanische Schauspielerin
- Ozoria Acosta, Francisco (* 1951), dominikanischer Geistlicher, Erzbischof von Santo Domingo
- Ozornwafor, Valentine (* 1999), nigerianischer Fußballspieler
- Ozorowski, Edward (1941–2024), polnischer Geistlicher, römisch-katholischer Erzbischof von Białystok
- Ozouf, Mona (* 1931), französische Historikerin und Schriftstellerin

### Ozp
- Özpetek, Ferzan (* 1959), italienischer Film- und Opernregisseur und Drehbuchautor türkischer HerkunftFerzan Özpetek (* 1959)

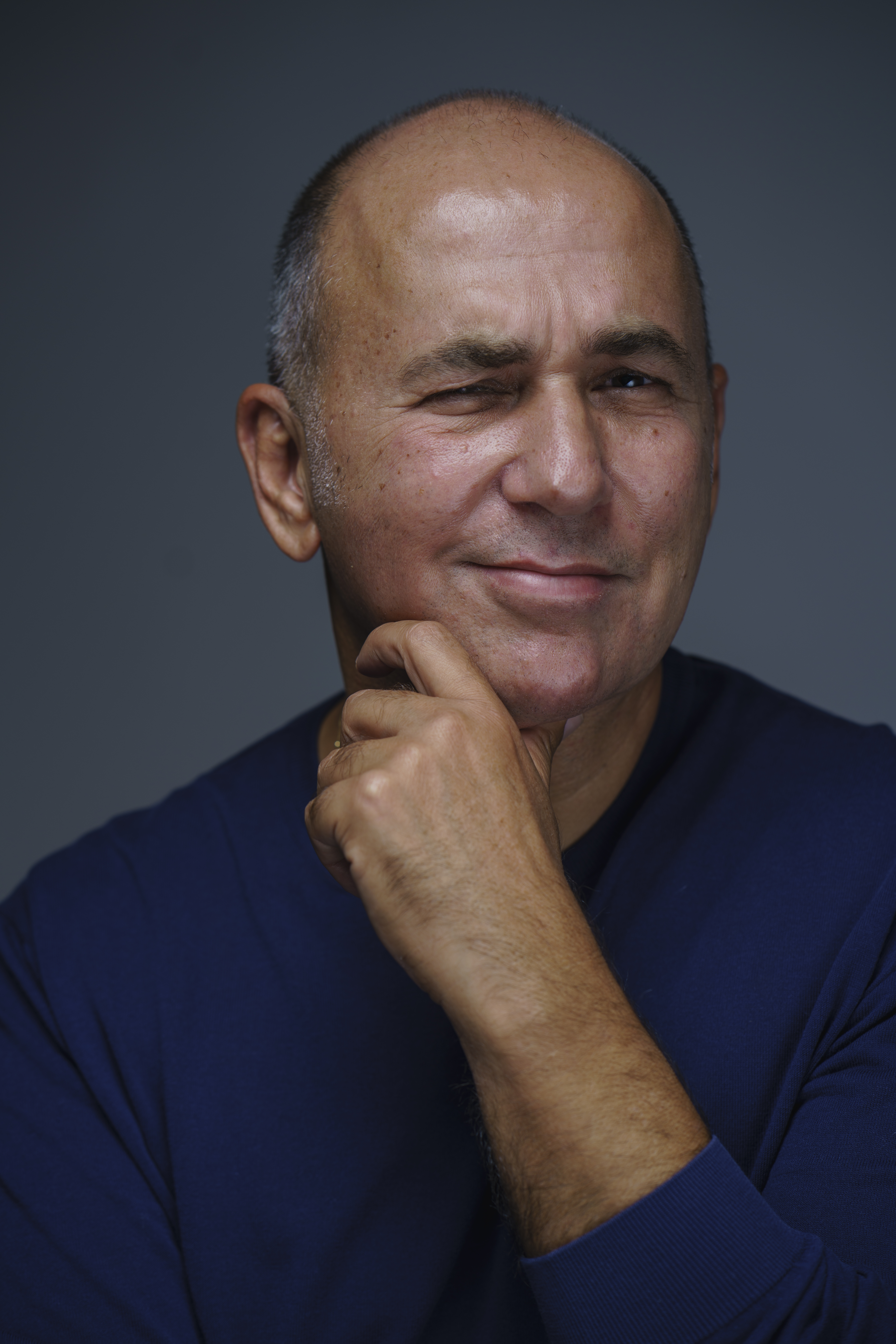
Ferzan Özpetek (* 1959)

- Özpirinçci, Özge (* 1986), türkische Schauspielerin

### Ozs
- Ozsan, Hal (* 1976), US-amerikanischer Schauspieler und Singer-Songwriter türkisch-zyprischer Abstammung
- Özsaraç, Burak (* 1979), türkischer Fußballspieler
- Özses, Nermin (1930–1987), türkische Schauspielerin
- Özsevim, Yavuz (* 1990), türkischer Fußballspieler
- Özson, Aybars Kartal (* 2008), türkischer Kinderdarsteller
- Özsoy, Burak (* 1994), türkischer Fußballspieler
- Özsoy, Ömer (* 1963), türkischer Hochschullehrer, Theologieprofessor
- Özsoy, Serkan (* 1978), türkischer Fußballspieler
- Özsöz, Barbaros (* 1968), türkischer Handballspieler und -trainer
- Ozsvár, András (* 1957), ungarischer Judoka
- Ozsváth, Peter (* 1967), US-amerikanischer Mathematiker

### Ozt
- Öztabakci, Cem (* 1974), deutscher Schauspieler
- Öztaner, Serdar Hakan, türkischer Klassischer Archäologe
- Öztas, Ömer (* 2000), österreichischer Politiker (Grüne), Landtagsabgeordneter
- Öztekin, Hidayet (* 1948), türkischer Fußballspieler
- Öztekin, Muhammet (* 1995), türkischer Fußballspieler
- Öztekin, Pelin (* 1987), türkische Schauspielerin
- Öztekin, Rasim (1959–2021), türkischer Journalist, Schauspieler und Drehbuchautor
- Öztekin, Yasin (* 1987), deutsch-türkischer FußballspielerYasin Öztekin (* 1987)

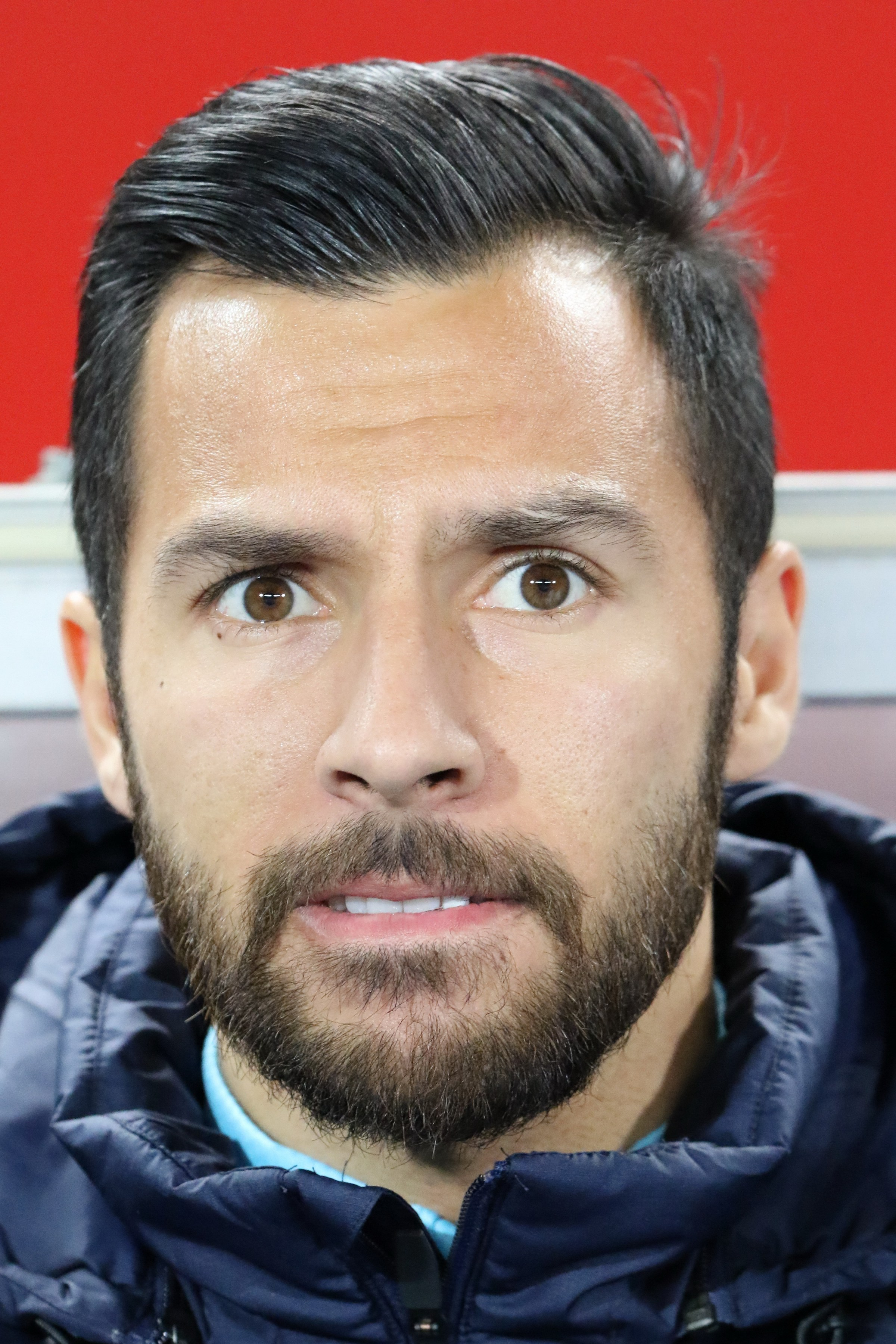
Yasin Öztekin (* 1987)

- Öztel, Caner (* 1991), türkischer Fußballspieler
- Özten, Ferdi (* 1987), deutsch-türkischer Schauspieler und Synchronsprecher
- Öztepe, Erhan (* 1967), türkischer Klassischer Archäologe
- Öztonga, Mehmet (* 1990), türkischer Fußballspieler
- Öztop, Yasin (* 1991), türkischer Fußballspieler
- Öztorun, Ferhat (* 1987), türkischer Fußballspieler
- Öztorun, Necdet (1924–2010), türkischer General
- Öztrak, Faik (* 1954), türkischer Politiker
- Öztuna, Ergun (1937–2023), türkischer Fußballspieler und -trainer
- Öztunali, Levin (* 1996), deutscher FußballspielerLevin Öztunali (* 1996)

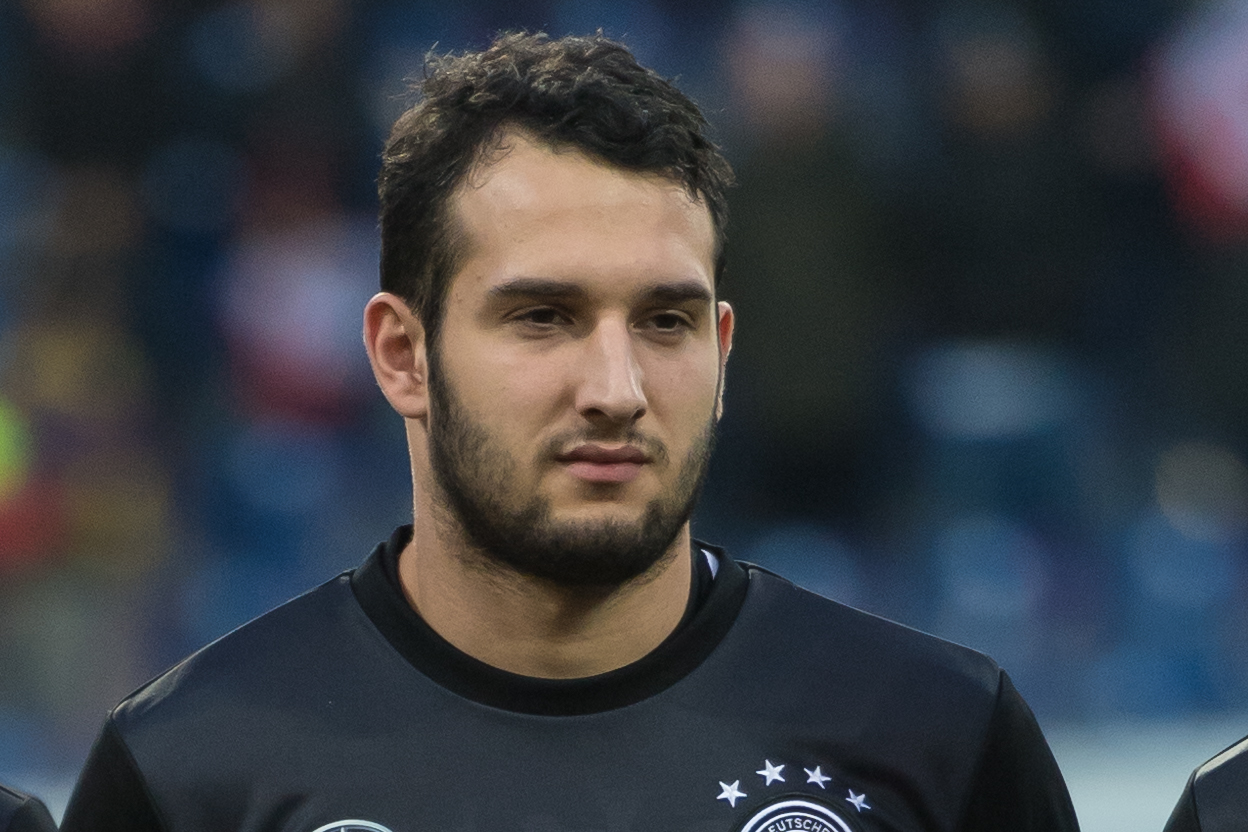
Levin Öztunali (* 1996)

- Öztunç, Dilara (* 1989), türkische Schauspielerin
- Öztürk, Abdullah (* 1989), türkischer Behindertensportler im Tischtennis
- Öztürk, Akın (* 1952), türkischer General
- Öztürk, Ali (* 1987), türkischer Fußballspieler
- Öztürk, Ali Osman (* 1960), türkischer Volkskundler
- Öztürk, Alihan (* 1996), türkischer Fußballspieler
- Öztürk, Alim (* 1992), niederländisch-türkischer Fußballspieler
- Öztürk, Alpaslan (* 1993), belgisch-türkischer Fußballspieler
- Öztürk, Arzu (1966–2016), türkische Bauforscherin
- Öztürk, Atacan (* 1982), türkischer Fußballtorhüter
- Öztürk, Aykut (* 1987), deutsch-türkischer Fußballspieler
- Öztürk, Bahadır (* 1995), türkischer Fußballspieler
- Öztürk, Bekir (* 1988), türkischer Fußballspieler
- Öztürk, Beyazıt (* 1969), türkischer Showmaster, Schauspieler und Entertainer
- Öztürk, Bora (1955–1997), türkischer Fußballspieler
- Öztürk, Ebubekir (* 1978), türkischer Schauspieler
- Öztürk, Emre (* 1986), deutscher Fußballspieler
- Öztürk, Emre (* 1992), türkischer Fußballspieler
- Öztürk, Engin (* 1973), deutsch-türkischer Musiker
- Öztürk, Engin (* 1986), türkischer Schauspieler
- Öztürk, Erdal (* 1996), deutschtürkischer Fußballspieler
- Öztürk, Eren (* 2004), türkisch-deutscher Fußballspieler
- Öztürk, Eylül (* 1986), türkische Schauspielerin
- Öztürk, Fatih (* 1986), türkischer Fußballspieler
- Öztürk, Feridun (* 1945), türkischer Fußballspieler
- Öztürk, Gökan (* 1992), türkischer Fußballspieler
- Öztürk, Gökhan (* 1990), türkischer Fußballspieler
- Öztürk, Gökhun (* 1985), türkischer Eishockeyspieler
- Öztürk, Halis (1889–1977), kurdischer Stammesführer, Rebell und Abgeordneter im türkischen Parlament
- Öztürk, Hilal (* 2002), türkische Judoka
- Öztürk, İbrahim (* 1981), türkischer Fußballspieler
- Öztürk, Kubilay (* 1997), österreichischer Fußballspieler
- Öztürk, Kurtulus (* 1980), deutsch-türkischer Fußballspieler
- Öztürk, Mehmet Gürkan (* 1989), türkischer Fußballspieler
- Öztürk, Merih (* 1999), türkische Schauspielerin
- Öztürk, Mertan (* 1992), türkischer Fußballspieler
- Öztürk, Mürvet (* 1972), deutsche Politikerin (Die Grünen), MdL
- Öztürk, Mustafa (* 1973), deutscher Politiker (Bündnis 90/Die Grünen)
- Öztürk, Mustafa (* 1987), türkischer Fußballspieler
- Öztürk, Okan (* 1977), türkischer Fußballspieler
- Öztürk, Okan Murat (* 1967), türkischer Musiker
- Öztürk, Orhun (* 1992), türkischer Fußballspieler
- Öztürk, Ozan (* 1981), türkischer Fußballtorhüter
- Öztürk, Özhan (* 1968), türkischer Lexikograf sowie Autor
- Öztürk, Patrick (* 1986), deutscher Politiker (SPD), Mitglied der Bremischen Bürgerschaft
- Öztürk, Ramazan (* 1992), türkischer Badmintonspieler
- Öztürk, Recep (* 1977), türkischer Fußballtorhüter
- Öztürk, Recep Uğur (* 1994), türkischer Fußballspieler
- Öztürk, Sebahattin (* 1969), türkischer Ringer
- Öztürk, Selçuk (* 1972), niederländischer Politiker
- Öztürk, Selen (* 1980), türkische Schauspielerin und Synchronsprecherin
- Öztürk, Sezer (* 1985), türkischer FußballspielerSezer Öztürk (* 1985)

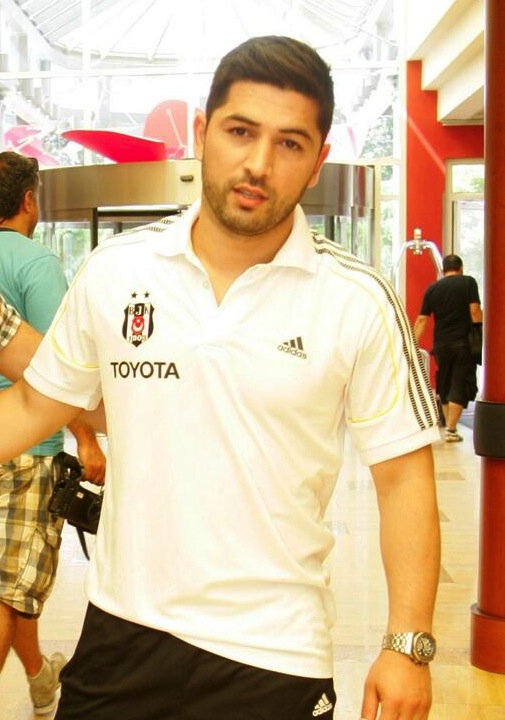
Sezer Öztürk (* 1985)

- Öztürk, Sinem (* 1985), türkische Schauspielerin und Fernsehmoderatorin
- Öztürk, Sonnele (* 1998), deutsche Nachwuchs-Schwimmsportlerin
- Öztürk, Tanju (* 1989), deutscher Fußballspieler
- Öztürk, Teoman (* 1967), deutsch-türkischer Basketballspieler
- Öztürk, Tolga (* 2006), türkischer Fußballspieler
- Öztürk, Yağmur (* 1996), türkische Schauspielerin
- Öztürk, Yaşar Nuri (1951–2016), türkischer Jurist, Politiker, Religionsphilosoph und Autor
- Öztürk, Yunus (* 1997), türkischer Fußballspieler
- Öztürk, Yusuf (* 1973), türkischer Boxer
- Öztürkmen, Tacettin (* 1913), türkischer Radrennfahrer
- Öztürkmen, Uğur (* 1939), türkischer Fußballspieler
- Öztuvan, Berkay (* 1992), türkischer Fußballspieler

### Ozu
- Ozu, Masahiko (* 1941), japanischer Jazzmusiker
- Ozu, Yasujirō (1903–1963), japanischer Filmregisseur und DrehbuchautorOzu Yasujirō (1903–1963)

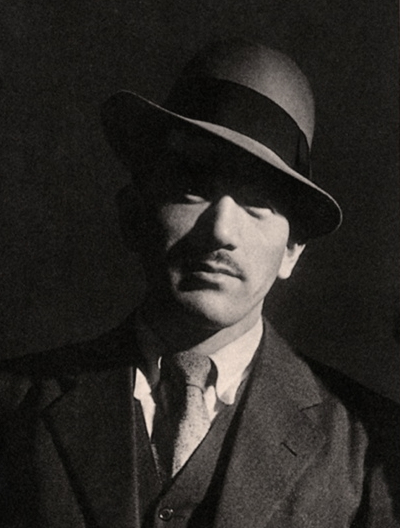
Ozu Yasujirō (1903–1963)

- Özüdoğru, Abdurrahim (1952–2001), türkisches Opfer des NSU
- Ozuna (* 1992), puerto-ricanischer Reggaeton-Sänger
- Ozup, Pjotr Adolfowitsch (1883–1963), russischer Fotograf
- Özüpek, Can (* 1996), türkischer Dreispringer
- Özuzun Doğan, Selina (* 1977), türkische Rechtsanwältin und Parlamentsabgeordnete

### Ozv
- Özvatan, Özgür (* 1985), deutsch-türkischer Sozialwissenschaftler und Fußballspieler

### Ozw
- Ozwirk, Jürgen (* 1988), österreichischer Politiker (FPÖ)

### Ozy
- Özyakup, Oğuzhan (* 1992), türkisch-niederländischer Fußballspieler
- Özyalçın, Cengiz (* 1939), türkischer Fußballspieler, Politiker
- Özyapı, Furkan (* 1999), türkischer Fußballspieler
- Özyaylaz, Emrah (* 1994), türkischer Fußballspieler
- Özyazıcı, Ahmet Suat (1936–2023), türkischer Fußballspieler und Trainer
- Özyeğin, Hüsnü (* 1944), türkischer Geschäftsmann und Milliardär
- Özyiğit, Evren (* 1986), türkischer Fußballtorwart
- Özyiğit, Kemal Mert (* 1994), türkischer Fußballspieler
- Özyiğit, Ömer (* 1949), türkischer Klassischer Archäologe
- Özyıldırım, Mert (* 1995), türkischer Fußballspieler
- Özyıldız, Şükrü (* 1988), türkischer SchauspielerŞükrü Özyıldız (* 1988)

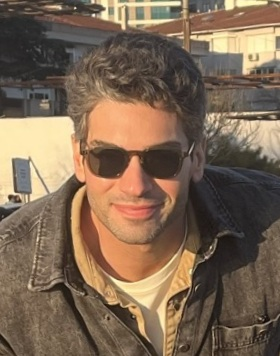
Şükrü Özyıldız (* 1988)

- Özyürek, Akın (* 1999), türkischer Sprinter
- Özyürek, Esra (* 1971), türkische Anthropologin
- Özyürek, Hande (* 1976), türkische Violinistin
- Özyürek, Mehmet (* 1949), türkischer Rekordhalter als Mann mit der längsten Nase der Welt

### Ozz
- Ozzard-Low, Patrick (* 1958), britischer Komponist und Pianist
- Ozzetti, Ná (* 1958), brasilianische Sängerin
- Ozzie, Ray (* 1955), US-amerikanischer Programmierer